# Popoli Terme
Popoli Terme (Popoli fino al 13 luglio 2023) è un comune italiano di 4 580 abitanti della provincia di Pescara in Abruzzo.

## Geografia fisica

### Territorio
Il territorio comunale è posizionato tra il basso corso dell'Aterno-Sagittario a nord-ovest, la Valle Peligna a sud e il massiccio della Maiella a sud-est. All'interno del comune rientrano le Gole di Popoli, che raccordano la bassa valle dell'Aterno in provincia dell'Aquila con la Val Pescara in provincia di Pescara, attraversate dalla Strada statale 17 dell'Appennino Abruzzese ed Appulo-Sannitico. A partire dal territorio di Popoli Terme il fiume Aterno-Sagittario prende il nome di Aterno-Pescara o solamente Pescara.

### Clima
Trovandosi in un fondovalle circondato da monti, Popoli Terme presenta un clima con caratteristiche continentali, seppur influenzato dal Mare Adriatico. Ciò fa sì che in estate si raggiungano temperature elevate, frequentemente sopra i trenta gradi, mentre in inverno le minime possono scendere facilmente sotto lo zero. Durante la stagione invernale si possono verificare occasionali nevicate dovute ad irruzioni fredde da est, sebbene gli accumuli siano inferiori rispetto alle vicine zone montane.

## Storia

### Origini e periodo romano

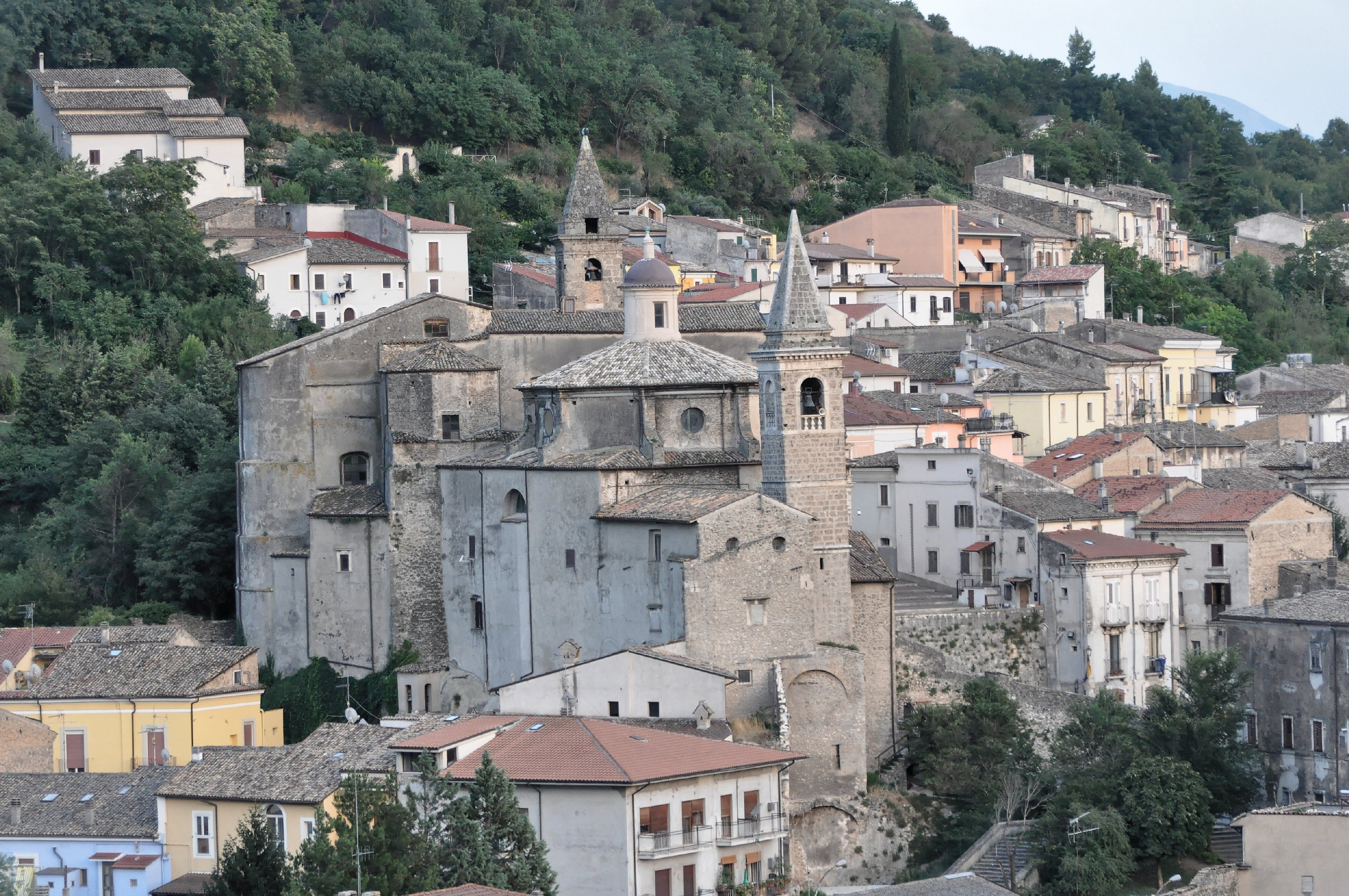
Le chiese della Trinità e di san Lorenzo

Reperti archeologici che testimoniano insediamenti del Paleolitico e del Neolitico sono stati trovati in località Svolte di Popoli, e San Callisto. Il primitivo villaggio degli Italici Peligni prese forma circa nell'VIII secolo a.C., e lo storico Plinio il Vecchio nella sua Naturalis historia parlava di un villaggio colonizzato da Roma nel I secolo a.C., chiamato Pagus Fabianus. Infatti Popoli non divenne mai una città romana a tutti gli effetti, e il "pagus" è il termine che indica il villaggio di capanne di legno che stava a controllo delle gole della montagna. Durante la guerra sociale (91-88 a.C.) anche il villaggio partecipò alla Lega Italica con capitale Corfinium, ma venne sconfitta. Fino all'800 d.C. circa era ancora chiamata Pagus Fabianus.

### Medioevo
Dopo la caduta dell'Impero romano, il villaggio fu saccheggiato ripetutamente dai Vandali e dai Saraceni, e di esso non si hanno notizie sino al IX secolo, quando venne fondata l'Abbazia di San Clemente a Casauria, che possedette il feudo, presso cui fu costruito il castello con torre pentagonale di controllo, a guardia della valle. Il villaggio viene citato come "Castrum Pauperum", e questo nome nei secoli verrà volgarizzato fino all'attuale "Popoli". Il primitivo incastellamento risale dunque alla discesa dei Longobardi. Un nuovo saccheggio a Popoli ci sarà nel 937, con l'invasione degli Ungari. Le origini del primo castello di Popoli  risalgono al guerriero Gerardo, che stipulò un contratto di proprietà con l'abate Ponzio di San Clemente per ricevere le terre di Popoli e di Tocco da Casauria per erigere il castello, dando segno di protezione verso il monastero, già oggetto di vari saccheggi. Alla morte di Gerardo nel 1016, il figlio Alberico invase Tocco da Casauria per costruirci il castello. Alla fine dell'XI secolo il vescovo di Valva e abate di San Clemente a Casauria, Giovanni, affidò il castello di Poperi al normanno Guglielmo di Tassone (figlio di Drogone, detto Tassone, e nipote di Roberto di Loritello) affinché lo reggesse in sua vece, ma in effetti egli lo trasformò in un feudo personale. Nel 1057 secolo Popoli  diventa parte della contea di Manoppello sotto il controllo di Ugo Malmozzetto ed è assegnata alla giurisdizione di Roberto di Loritello. Una leggenda, riportata nel Chronicon Casauriense, parla della morte violenta del conte Ugo nel 1098, uomo tirannico e spregiudicato, attirato in inganno sul castello da una principessa di Prezza, che si portò di nascosto i fratelli per catturare il conte.

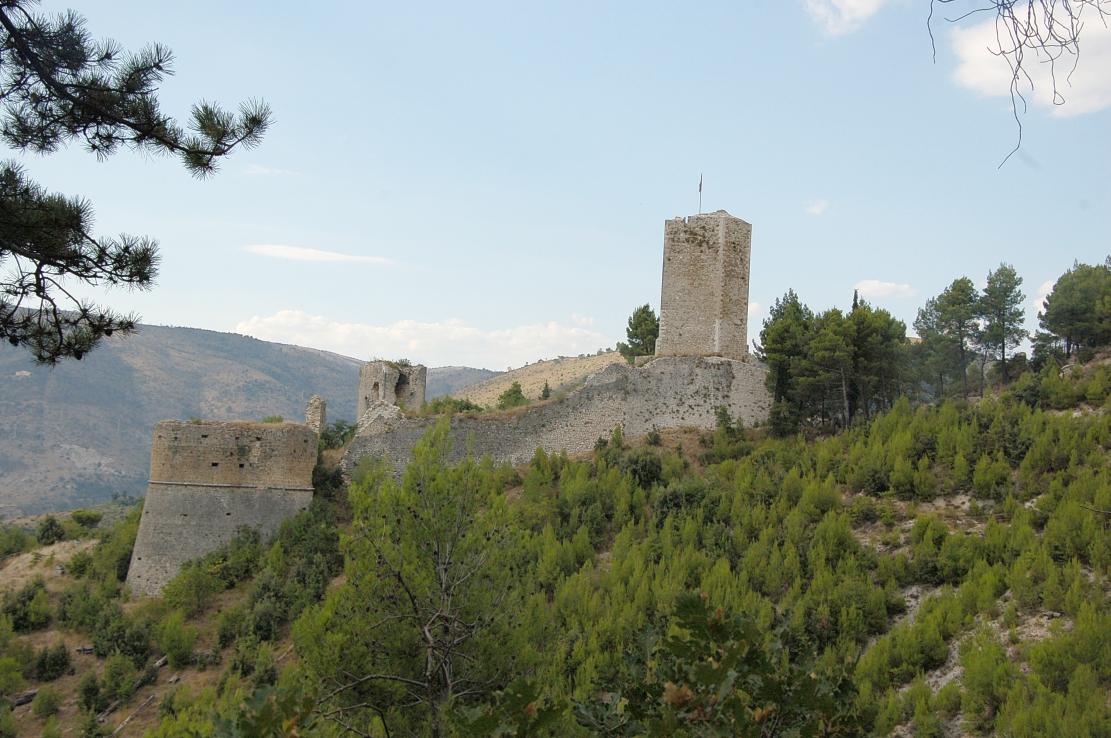
Il Castello dei Cantelmo: il primo feudatario della famiglia napoletana fu Giacomo Cantelmo, nel 1284

### La signoria dei Cantelmo
Il villaggio di Popoli  iniziò a svilupparsi durante il dominio di Federico II di Svevia, che nel 1233 inserì Popoli  nel Giustizierato d'Abruzzo, con capitale la vicina Sulmona; successivamente entrò nel regio demanio di Sicilia nel 1296 per volere di Carlo I d'Angiò. Già dal 1284 Popoli  divenne roccaforte della famiglia Cantelmo, di origini napoletane, giunta al seguito di Carlo d'Angiò, con capostipite della contea Giacomo Cantelmo. I conti ottennero anche il controllo indiscusso sui borghi circostanti della Maiella sino al XVIII secolo: Vittorito, Pacentro, Bugnara, Caramanico Terme (Contesa coi D'Aquino) Roccacasale, Cansano, Campo di Giove. Il dominio sulla zona rimase incontrastato fino al XVIII secolo, salvo delle lotte di potere tra il 1424 e il 1443, quando i Cantelmo si scontrarono con Jacopo Caldora, per il possesso del castello di Pacentro.
Durante il dominio dei Cantelmo, Popoli per la sua posizione strategica per il traffico delle merci e per i vari percorsi dei pastori transumanti, venne denominata la chiave dei Tre Abruzzi, perché al confine con quello sulmonese (poi Abruzzo Ulteriore II con capoluogo L'Aquila), con quello pescarese-teramano (l'area di Pescosansonesco e Salle, dell'Abruzzo Ulteriore I di Teramo), e con quello maiellano occidentale di Chieti, che dal 1927 passò alla provincia di Pescara. Il grave terremoto della Maiella del 1706 danneggiò il castello e spinse il Cantelmo a stabilirsi definitivamente nel palazzo ducale nel centro cittadino (via Cavour), già fatto costruire nel XV secolo. La nobile famiglia si estinse con Giuseppe Cantelmo, Principe di Pettorano, morto nel 1749. Prima del momento in cui fu abolito il feudalesimo nel 1806, Popoli farà dapprima parte dei possedimenti della famiglia Tocco principi di Montemiletto nella quale si estinsero i Cantelmo. Successivamente diventerà municipio, compreso nel distretto di Sulmona dell'Abruzzo Ultra Secondo.

### Dal 1796 a oggi

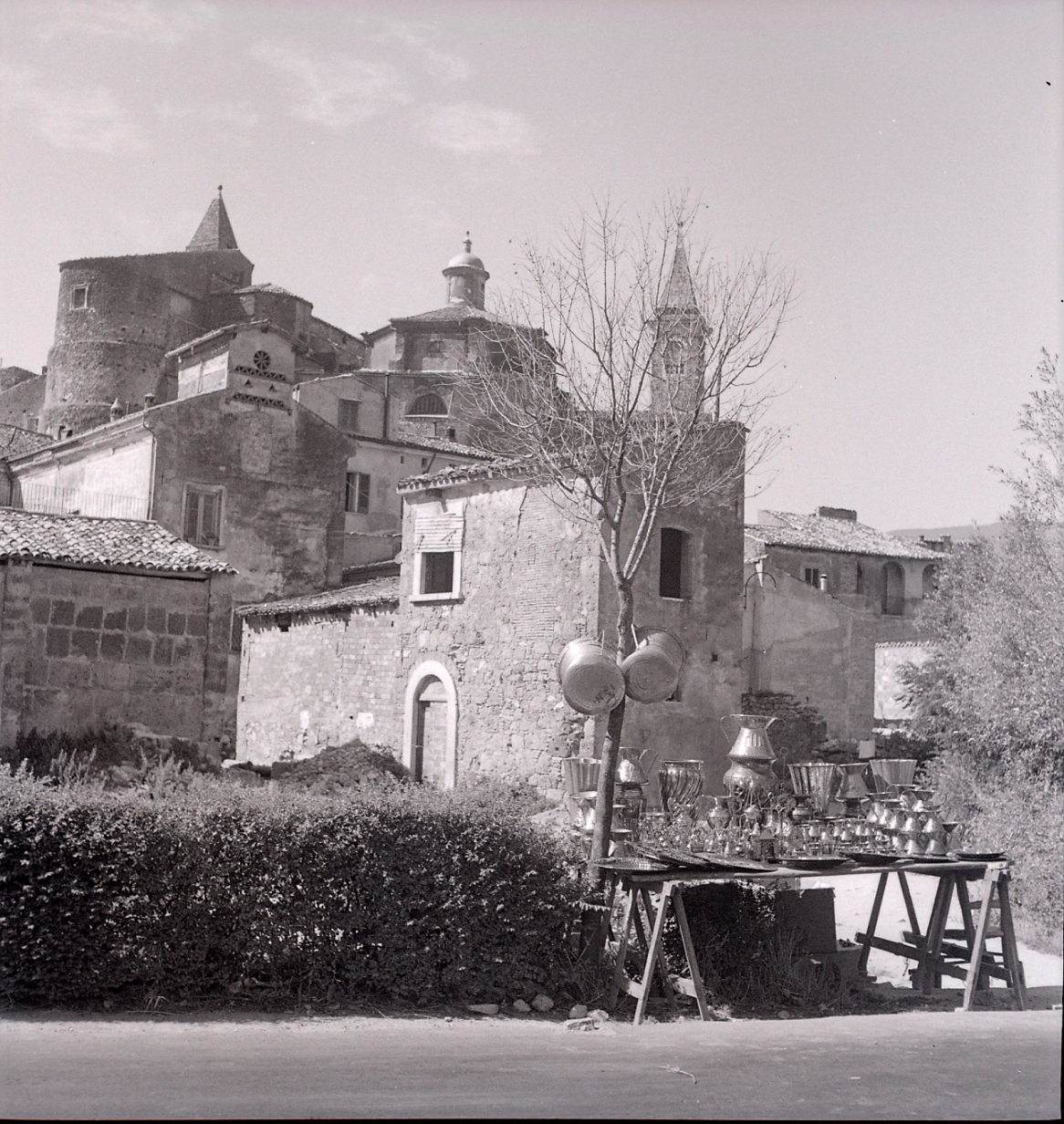
Fotografia di Popoli, di Paolo Monti (1965), retro del palazzo Barone Muzj con le due chiese gemelle

Il 25 giugno 1796 il Re Ferdinando IV si ferma a Popoli presso il palazzo del barone Giandomenico Muzj delegandolo al reclutamento di leva, per poi proseguire alla volta dell'Aquila al fine di porre in essere strategie contro l'avanzata di Napoleone Bonaparte che invade e conquista gradualmente la gran parte dei territori degli Stati italiani preunitari.  Il 24-25 dicembre 1798, con l'arrivo delle truppe francesi, al soldo del comandante Championnet, il drappello del generale Duhesme stazionò a Popoli, punto cruciale degli Abruzzi con cui le truppe, provenienti da Pescara, essendo discese da Teramo, avrebbero dovuto riunirsi con quelle del generale Lemoine, provenienti dall'Aquila; per proseguire la marcia dalla piana delle Cinquemiglia verso Capua. Popoli fu saccheggiata, come riportano le cronache locali, molti abitanti uccisi, compresi coloro che si ribellavano. Furono riscattati dalle imboscate dell'allora capomassa assoldato da Ferdinando IV di Borbone Giuseppe Pronio, nella battaglia della vicina Roccacasale, e poi a Sulmona.
Il 10 ottobre 1860 Popoli  ospitò il re Vittorio Emanuele II in viaggio a cavallo per Pescara, dopo l'Unità d'Italia la cittadina vide svilupparsi il fenomeno del brigantaggio, i cui esponenti capibanda provenienti dai vari villaggi circostanti imperverseranno sulla Maiella e presso la valle Peligna fino al 1867. Nel 1927 fu costituita la provincia di Pescara, e Popoli verrà annessa al nuovo territorio, rimanendo al confine con Sulmona della provincia aquilana. Il 26 settembre 1933 un nuovo terremoto colpì la Maiella (IX grado della scala Mercalli), anche se in maniera meno disastrosa del 1706, causando comunque danni ai paesi della zona peligna, inclusa Popoli. Durante la seconda guerra mondiale la città fu più volte bombardata dagli Alleati mentre era occupata dai tedeschi. Nonostante il bombardamento, Popoli  seppe rialzarsi dal disastro, e svilupparsi al livello industriale negli anni del boom economico.

### Simboli
Lo stemma e il gonfalone sono stati concessi con decreto del presidente della Repubblica del 15 giugno 1995.
Il gonfalone è un drappo di verde.

## Monumenti e luoghi d'interesse

### Architetture religiose

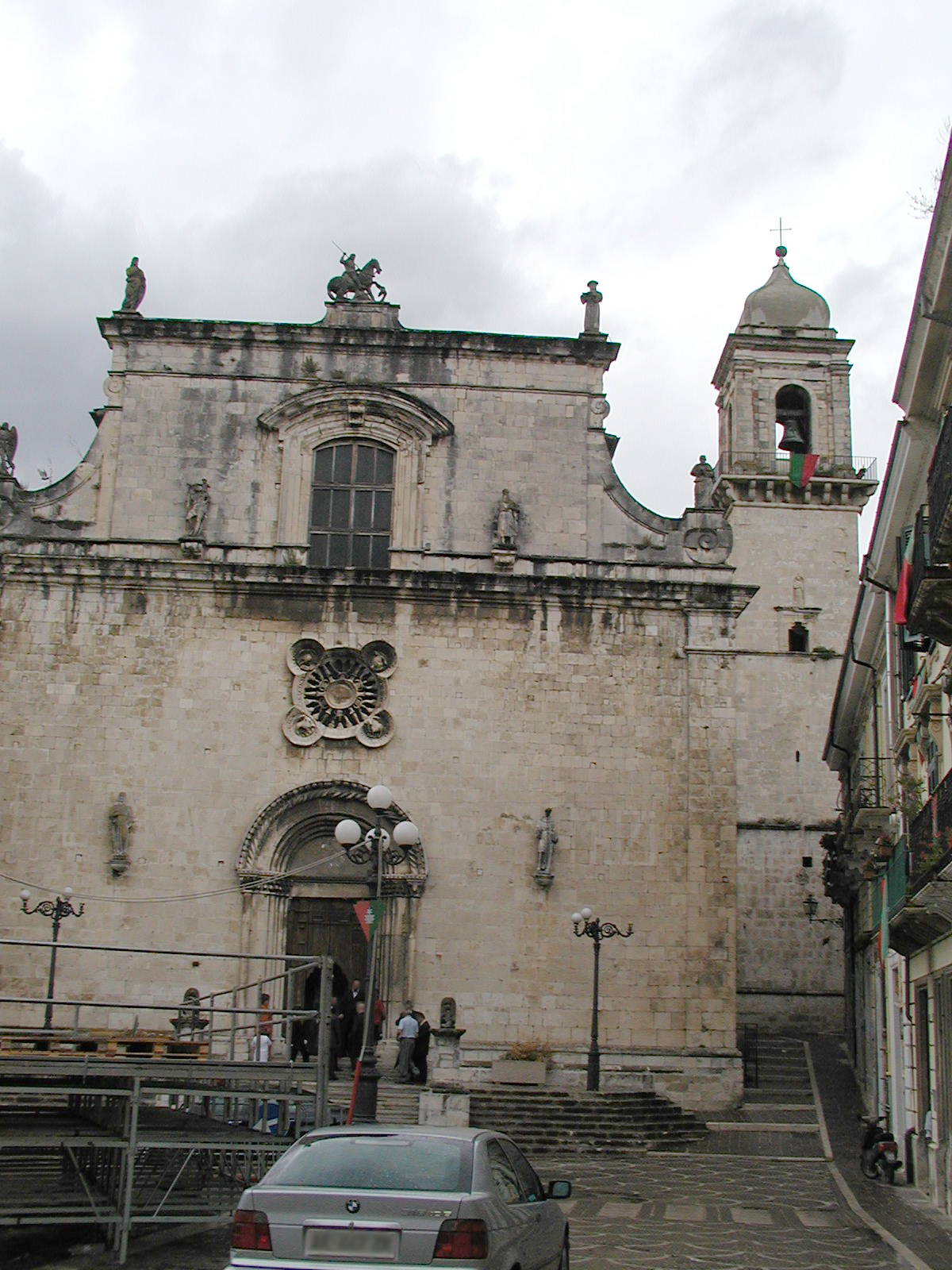
La chiesa di San Francesco

Chiesa di San Francesco
Chiesa principale affacciata su piazza della Libertà, la più interessante dal punto di vista artistico. Fu fondata come convento francescano nel XIII secolo; le più antiche notizie sono tratte da un catalogo di frate Paolino da Venezia (1334) dove cita la chiesa nella custodia della diocesi aquilana. La chiesa fu ricostruita nel 1480, e restaurata nel 1688 con il completamento della parte superiore della facciata. L'interno attuale è frutto di rimaneggiamenti tardo barocchi dopo il terremoto del 1706. Nel 1714 fu completata la parte superiore del campanile.
La facciata è l'elemento più interessante, divisa in due settori: la base gotica, e la parte superiore barocca. In basso si apre un portale romanico a tutto sesto, con strombature gotiche. In asse col portale si trova il rosone in architettura gotica sulmonese, con la rosa sagomata ad ovoli e fusaiole, e contornata da quattro lobi con simboli degli Evangelisti. La parte superiore barocca, oltre il cornicione marcapiano, è più slanciata ed è abbellita da statue di santi, tra i quali San Giorgio a cavallo, al centro.
Il campanile turrito ha pianta medievale, ma la sommità è barocca. L'interno è a navata unica, in intonaco bianco ed ha aspetto neoclassico, con un altare marmoreo del 1742 nella cappella di destra, con affresco rinascimentale della Deposizione di Giovanni di Sulmona. Nella cappella sinistra dedicata a san Francesco c'è un paliotto in maiolica di Castelli, realizzato da Francesco Antonio Grue.

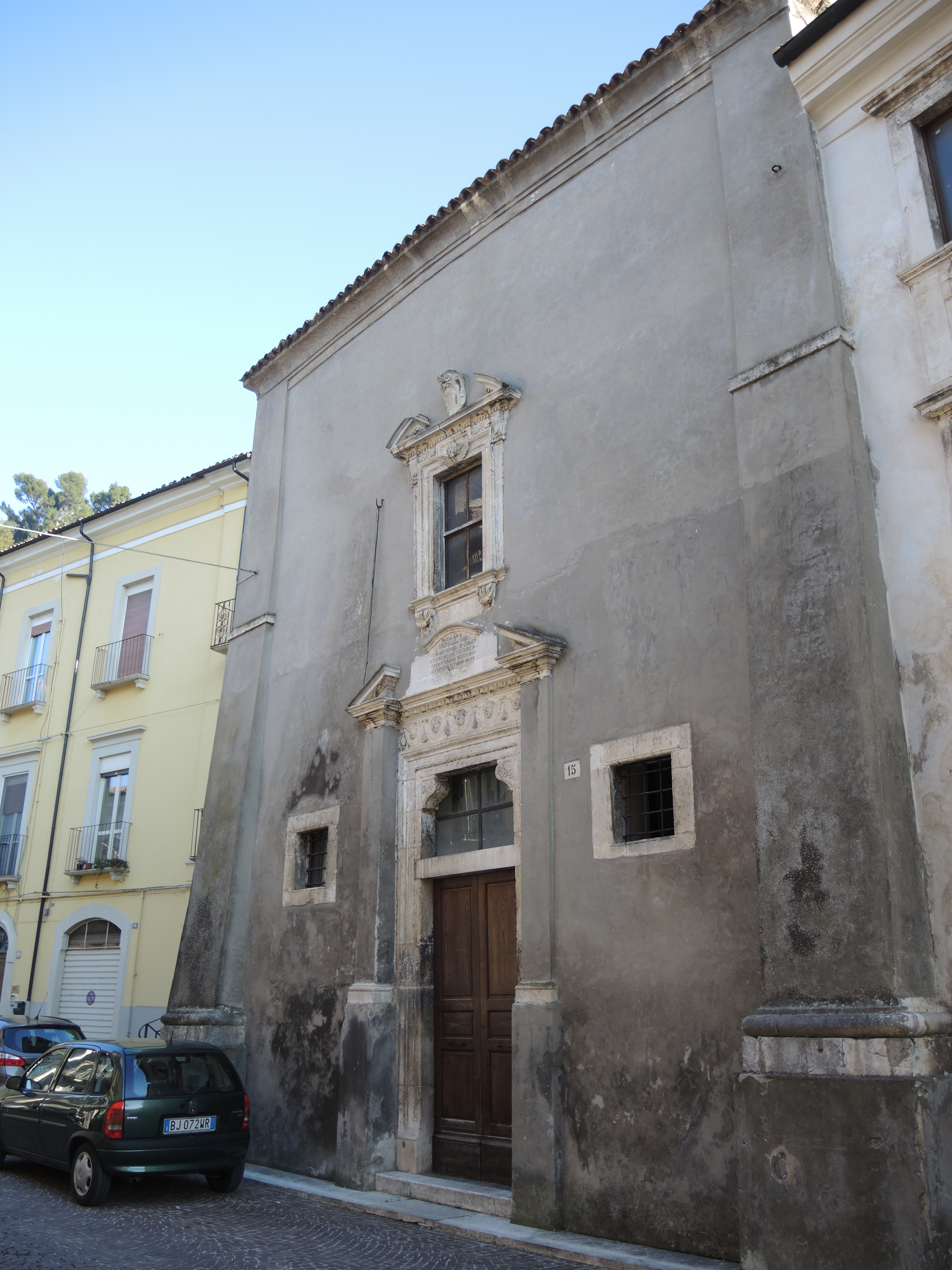
Chiesa di San Rocco

Ex convento dei FrancescaniCompreso tra via della Repubblica, piazza della Pietà, via Pillo, è attaccato alla parrocchia di San Francesco, risale nell'aspetto al XV secolo, ma fu modificaro nei secoli a seguire. Tagliato alla fine dell'800, conserva parte del chiostro porticato, con volte a crociera. Fu adibito a vari usi, tra chi cinematografo, nell'ala del refettorio. Interessante l'ingresso dal campanile della chiesa con arco monumentale e chiave di volta con lo stemma dei Francescani.
Chiesa dei Santi Lorenzo e Biagio (XVI secolo)Appartiene al gruppo delle "due chiese gemelle", con la Santissima Trinità, in via Cavour. Benché sia una delle chiese più antiche della città, del XII secolo circa, con l'abside ricavata da un torrione cilindrico delle mura, oggi la chiesa si presenta in modesto stile barocco, con facciata ottocentesca, chiaso scialbo restauro dell'originale romanico. Venne citata da Pasquale II nel 1142, nel 1562 fu ricostruita in forme rinascimentali, e nuovamente restaurata nel dopo il terremoto della Maiella del 1706, perdendo lo splendore medievale, eccettuata l'abside a torrione. L'interno conserva tre navate, ancora riconoscibili nell'originale aspetto medievale per i pilastri intonacati, sulla destra c'è il monumento funebre del vescovo Tolomeo di Corfinio; l'altare maggiore marmoreo fu scolpito da Nicola Mancini di Pescocostanzo (1745-1746), il coro ligneo è dei fratelli Bencivenga da Raiano. La facciata è molto semplice, con tre portali; dopo la cornice marcapiano l'insieme diventa più slanciato, ornato da un finestrone centrale. Il campanile è a torre quadrata, con cuspide piramidale, gemello di quello della Trinità.

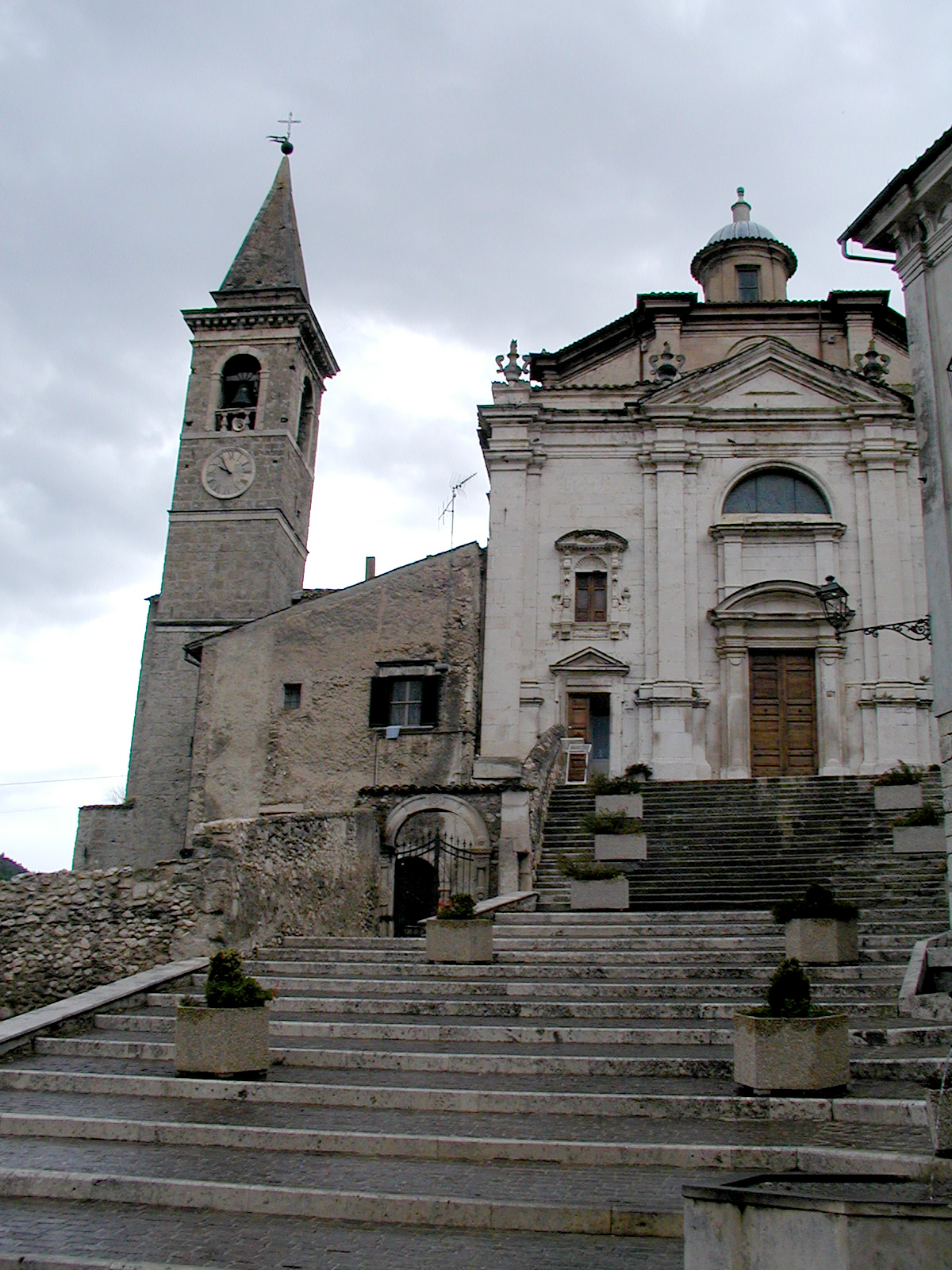
Chiesa della Santissima Trinità

Chiesa della Santissima Trinità (XVI secolo)Legata alla chiesa di San Lorenzo in via Cavour, ha una facciata molto più ricca e scenografica, realizzata da Giambattista Gamba, secondo altri Giovan Battista Gianni. Risale al XVI secolo, ed è stata completata nel 1734 con elargizioni di papa Gregorio XIII. La chiesa appare come un blocco unitario a pianta circolare, sopra cui si eleva la cupola su un tiburio ottagonale. La sobria facciata alterna nicchie e finestrelle, creando contrasto di luci e ombre, si articola in tre spazi separati da quattro paraste. A dare maggiori slancio alla facciata sono quattro anfore di pietra collocate sulla trabeazione. Il portale è chiuso da archivolto circolare, così come la finestra sovrastante. Il campanile turrito ha pianta parallelepipeda, terminante con cuspide, l'interno è piuttosto semplice, conservando di interesse una pala d'altare del 1557, altare ligneo seicentesco e una statua della Santissima Trinità del 1712, rappresentante Cristo risorto e Dio Padre seduti sul globo terrestre con l'effigie dello Spirito Santo, opera molto simile a un altro gruppo Trinitario nella chiesa della Santissima Trinità di Chieti. Le pitture in affresco presso la cupola a pennacchi, sono di Giambattista Gamba.

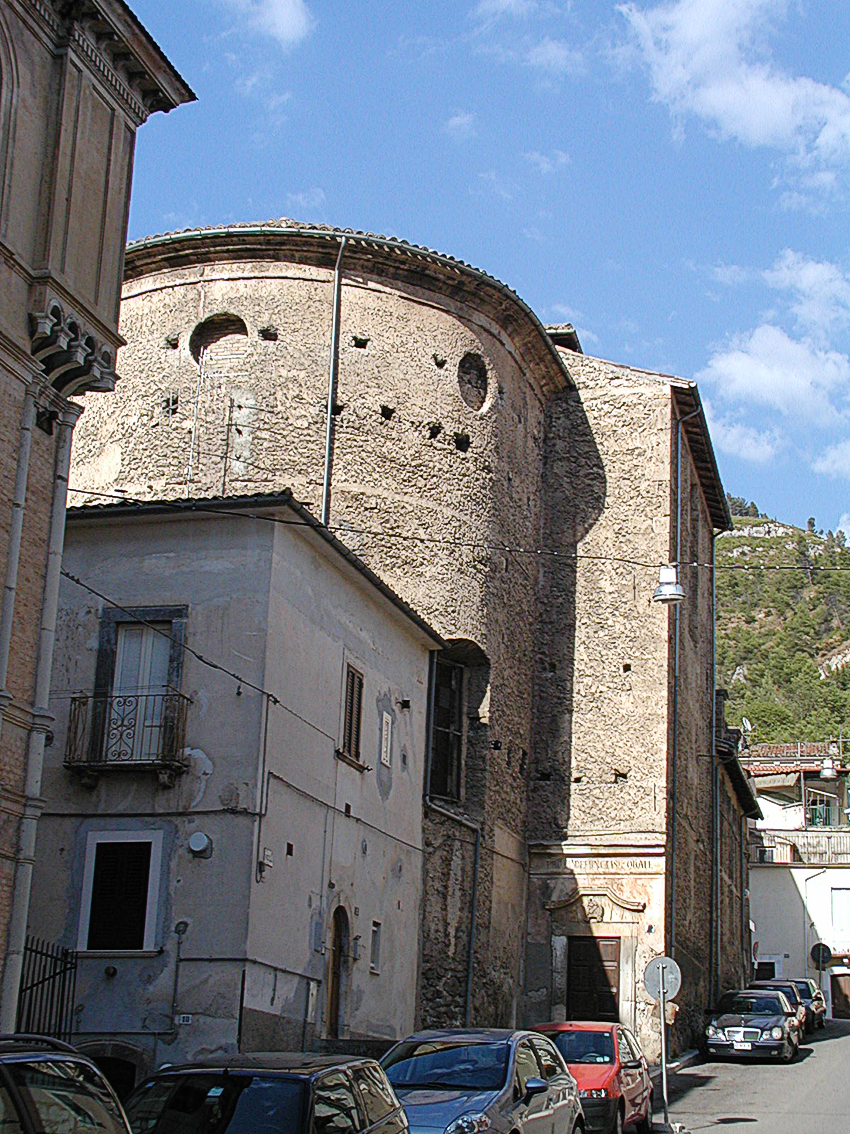
Chiesa di San Domenico, retro visto da corso Gramsci

Chiesa di San RoccoLa famiglia baronale Muzj la fece erigere dopo la peste del 1656 (i morti furono 1546 contro 650 superstiti popolesi) e la rinnovò in epoca tardo barocca insieme al proprio palazzo al quale essa è annessa, in via Garibaldi, dietro la chiesa di San Lorenzo. Innalzata in onore di San Rocco per porre il santo taumaturgo a guardia contro la pestilenza del XVI sexolo. Il procuratore barone Giuseppe Muzj fece dedicare anche un altare laterale alla Madonna del Carmine donando una tela tuttora presente. Proprio perché a questi due santi la popolazione invocò protezione durante la terribile pestilenza. La chiesa è monumentale, con importanti contrafforti laterali, la facciata quadra, con portale barocco a timpano curvilineo spezzato con epigrafe dedicatoria::: D. O. M. et D. R. - Sacellum hoc - antiquitus nullo consilio con-structum - brevi elapsurum - jactis fundamentis - in elegantiorem formam restaurari curavit - Religiosus Procurator D. loseph Mutii -anno MDCCLXXIV:: Completano la facciata due quadrotte laterali e un finestrone centrale superiore, che ripropone il motivo del timpano spezzato del portale, con l'aggiunta di alcune decorazioni in rilievo e una testa di angelo. L'interno è a navata unica, riccamente decorato da stucchi.
Chiesa di San Domenico (XVII secolo)Sul viale Giuseppe Mazzini (ex via Umberto I), è del XVI secolo, ma è stata ristrutturata dopo il 1706. Presenta un aspetto barocco a pianta rettangolare con bracci del transetto sporgenti, e un'abside semicircolare. La facciata è divisa in due livelli da cornice marcapiano, e verticalmente da due paraste. Il portale maggiore è ornato da un timpano curvilineo, con sopra in asse un finestrone. Il campanile è a torre, con la cuspide a cipolla di matrice napoletana.
Chiesa della Madonna delle GrazieSorta come chiesa rurale ai margini del borgo fortificato, nel quartiere ottocentesco di viale Mazzini (precisamente in via Costantini, nel Rione Sant'Anna), fu costruita nel 1576, ed è stata restaurata nel 1802. Presenta una facciata in stile rinascimentale con portale decorato da timpano e oculo centrale, ornato da cornice. All'interno neoclassico spicca l'altare maggiore ricco di intarsi. Due coppie di colonne, una tortile e l'altra scanalata, sormontate da capitelli corinzi, sorreggono un archivolto spezzato, dominato da timpano modanato. La cimasa racchiude la tela del Padre Eterno (XVIII secolo), mentre le pareti laterali presentano dipinti del XVII attribuiti a maestranze abruzzesi, raffiguranti il Martirio di san Bartolomeo - Sant'Emidio protettore dei terremoti - San Bonifacio - San Francesco di Paola taumaturgo - Sant'Anna e san Raffaele.

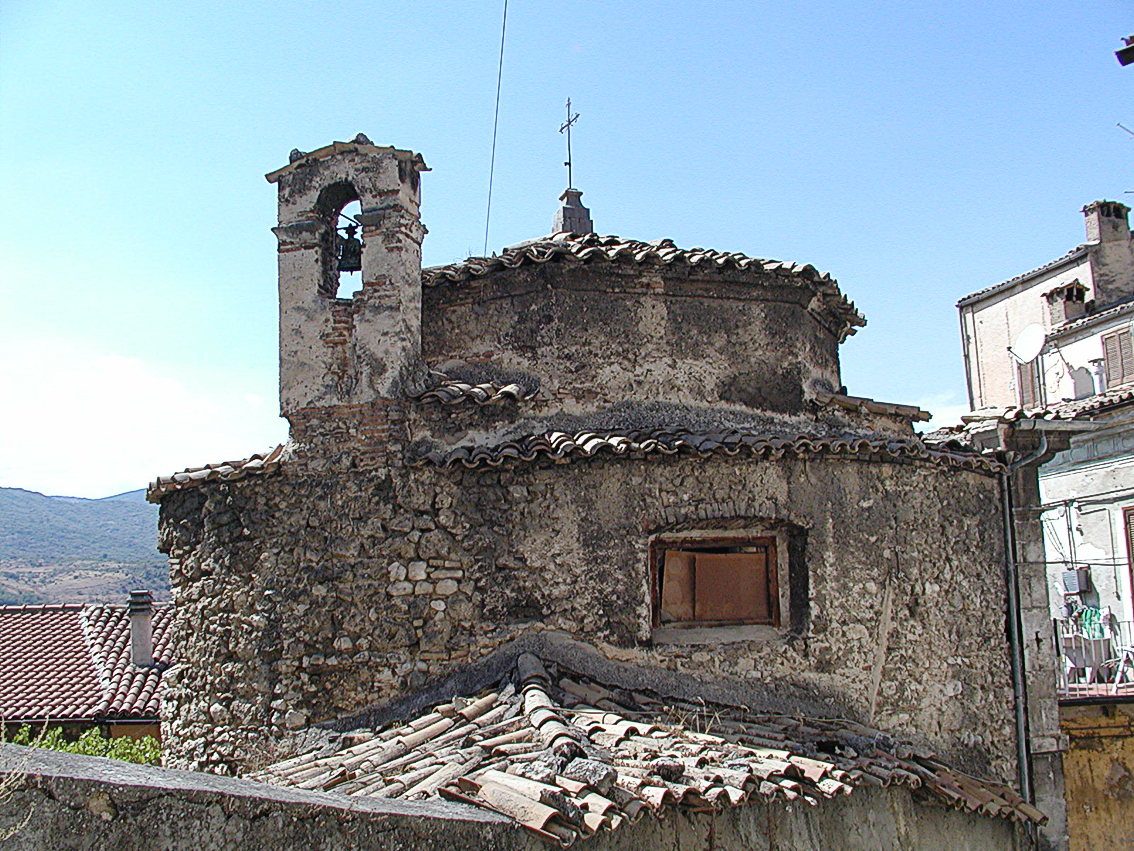
Chiesa dell'Addolorata, retro

Chiesa dell'Immacolata Concezione (o dell'Addolorata)In via Giordano Bruno, è del XVIII secolo. Ha impianto circolare in murature grezza, con cupola leggermente sopraelevata e campanile a vela; la facciata piana, che funziona da punto di biforcazione della strada, che si collega a via Mazzini, è in pietra concia, con un oculo ellittico e un portale architravato.
Chiesa di San Giovanni Boscocostruita negli anni '60 dai padri salesiani dell'Opera Don Bosco, si trova in via don Bosco, vicino alla Villa comunale. Chiesa molto semplice a impianto rettangolare con soffitto a capanna, con esterno in mattoni rossi, e adiacente campo da calcio.
Chiesa della Madonna della Pacein via dei Tigli, periferia sud, è stata costruita negli anni '90, seguendo uno stile abbastanza classico, che ricorda il romanico, con facciata a terminazione a capanna, con oculo centrale e portale architravato.

### Architetture militari

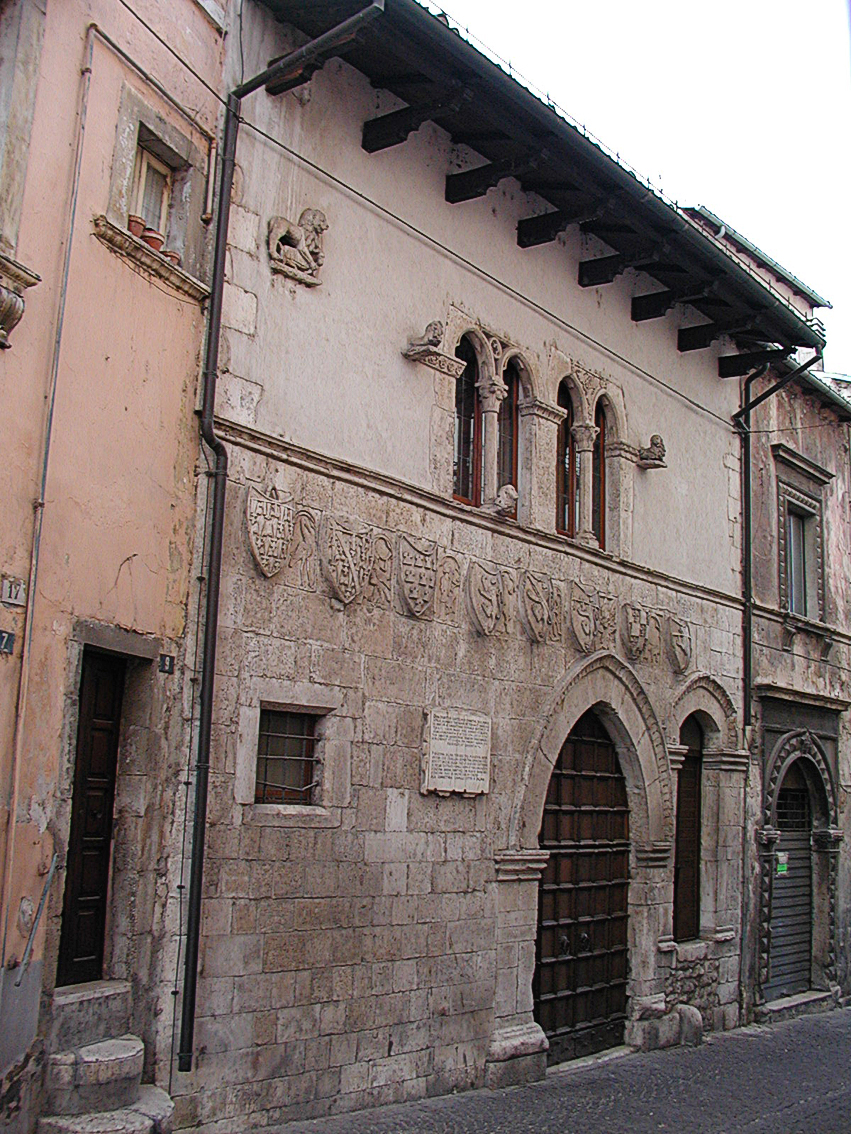
La Taverna Ducale dei Cantelmo a Popoli Terme
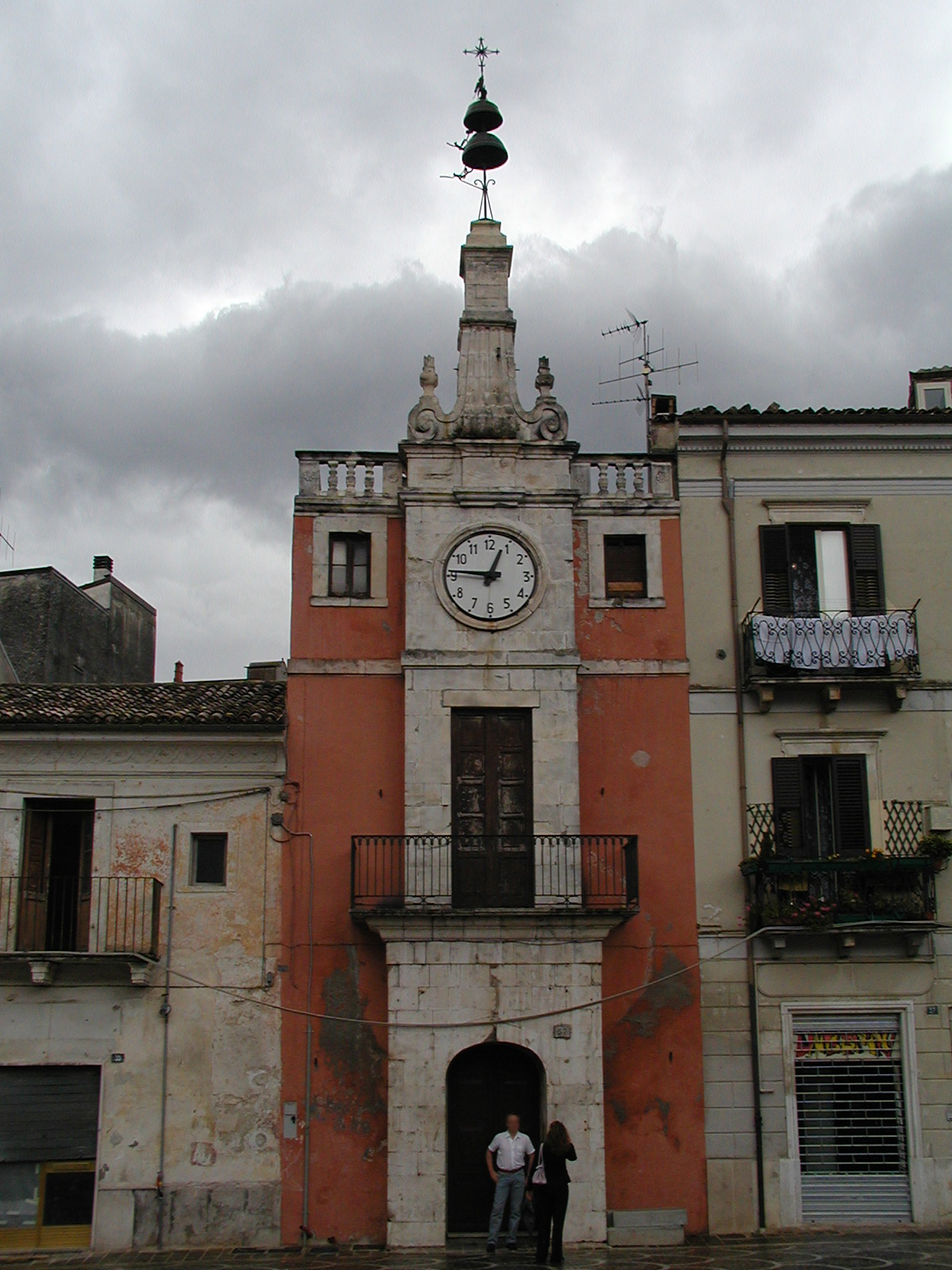
Torre civica, piazza della Libertà
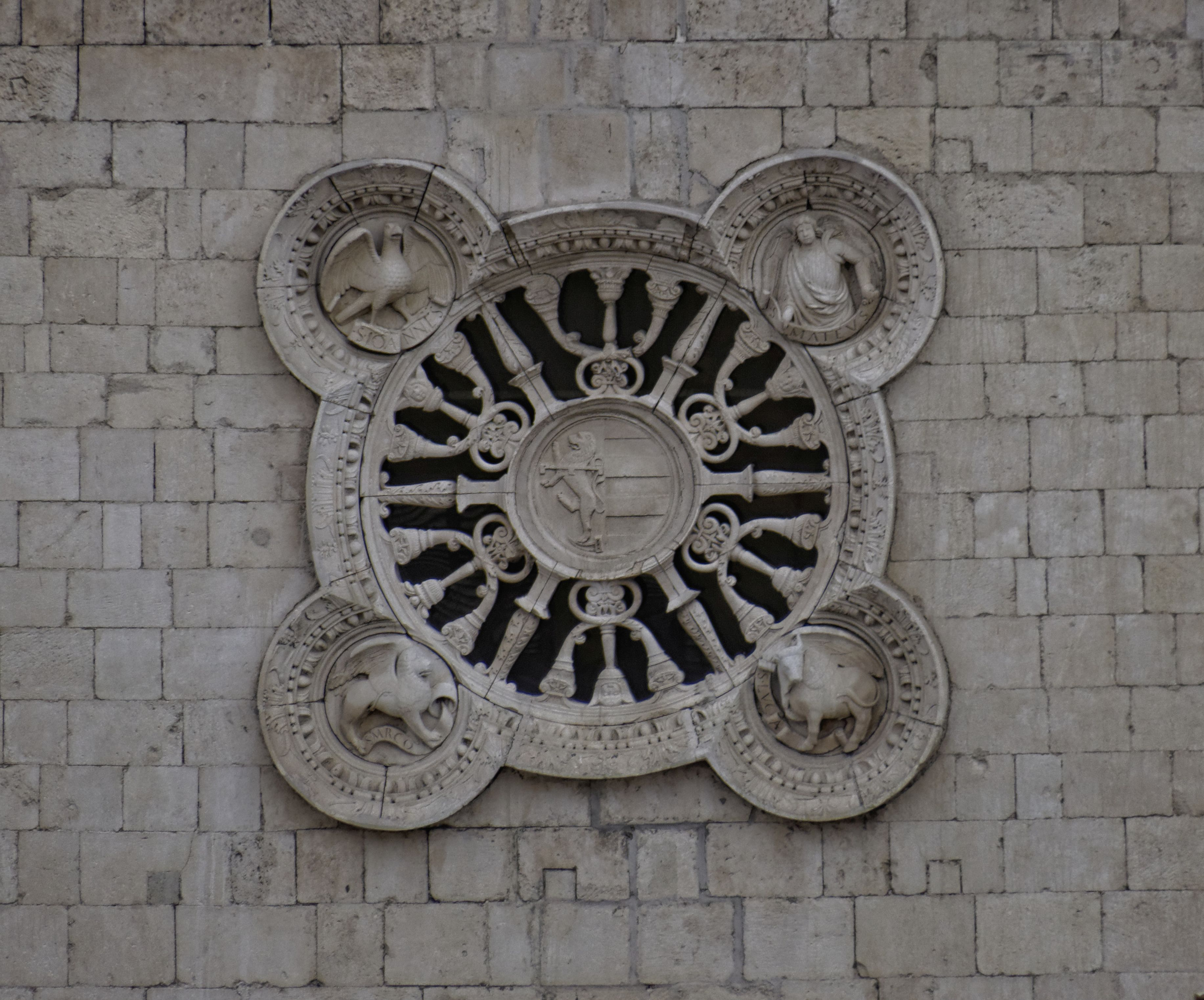
Rosone della chiesa di San Francesco
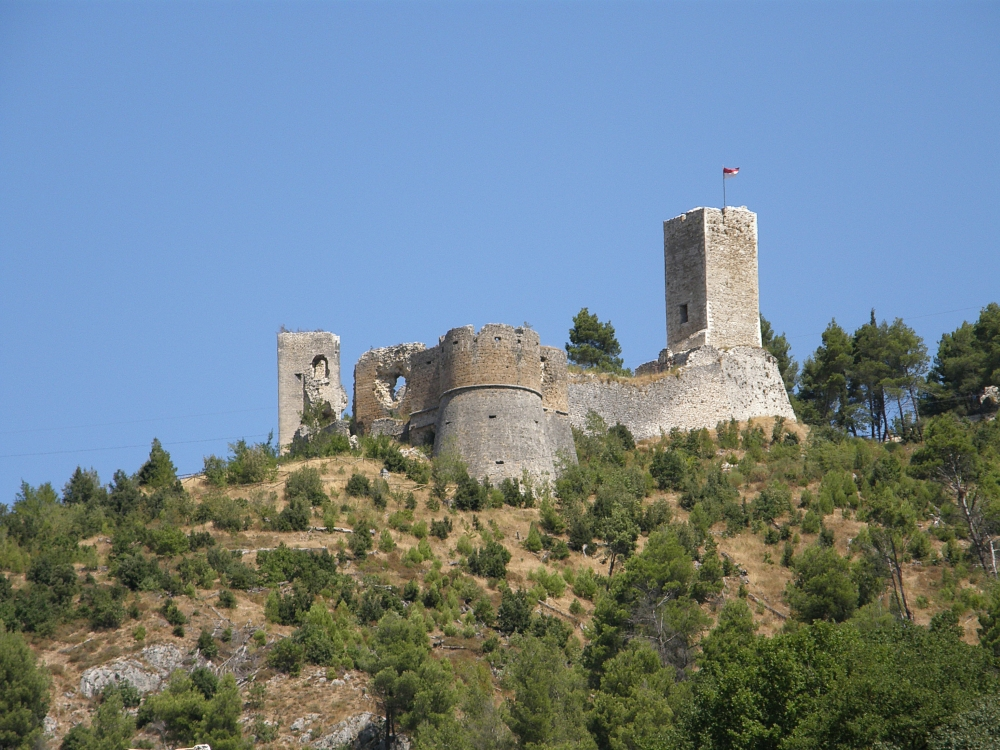
Castello Cantelmo
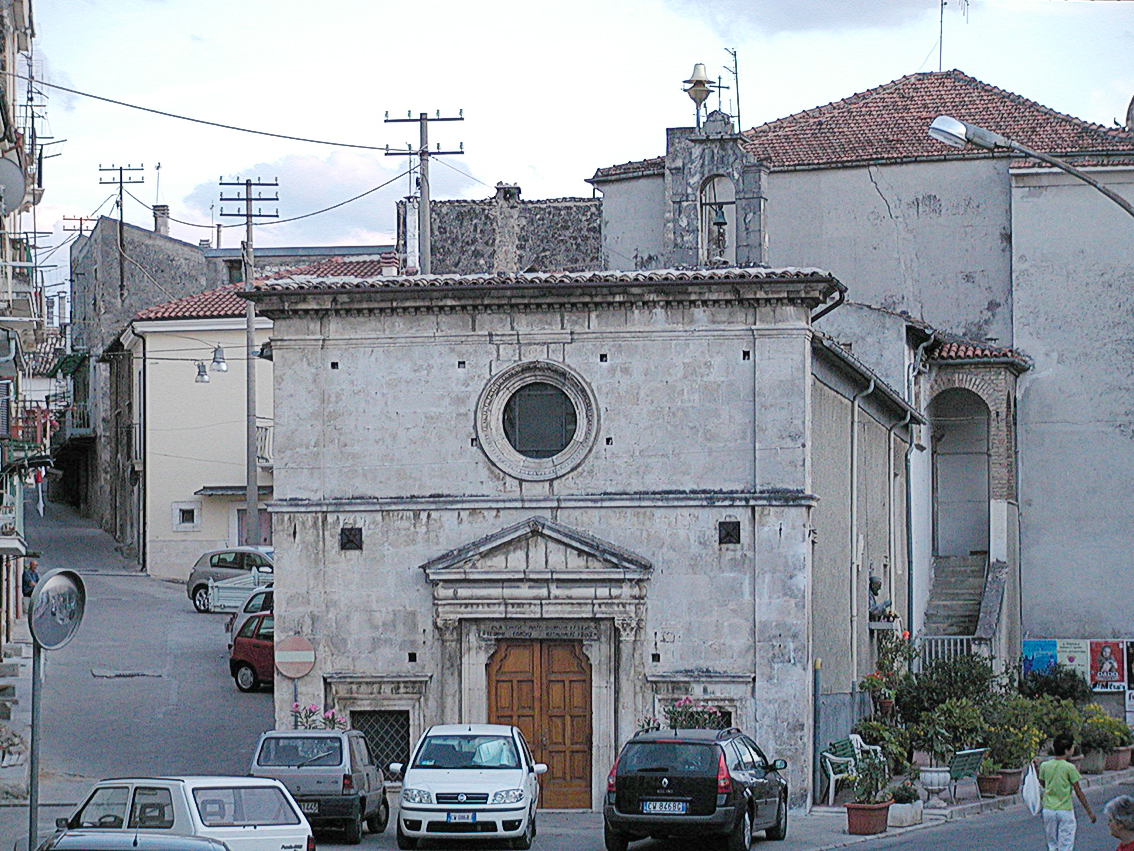
Chiesa della Madonna delle Grazie

Il circuito murario dell'antica Popoli, smantellato dal XVI secolo, doveva collegarsi dall'antico abitato compreso tra via Salita Castello e via Cavour (ex via del Colle) con le chiese dei Santi Lorenzo e Biagio e della Santissima Trinità, fino al passaggio della dogana su via Garibaldi, comprendendo anche il sobborgo San Rocco, dietro la chiesa della Trinità, dove insisteva la dogana ducale quattrocentesca dei Cantelmo. L'attuale piazza della Libertà (ex piazza Regina Margherita), si sviluppò attorno al convento di San Francesco nel XIX-XX secolo, con la costruzione di edifici, che poi presero i diverticoli di viale Mazzini (ex corso Umberto I), corso Gramsci (ex corso Vittorio Emanuele) e via Capponi, ex via del Colle.
Nelle foto storiche compare una delle porte di accesso a Popoli, demolita alla fine dell'800: porta Santa Maria o Porta San Rocco, accesso dal ponte in via Saffi e stava dove oggi insiste piazza Dante; aveva una torretta di controllo sopra l'arco ogivale di ingresso, con al fianco una piccola edicola votiva.

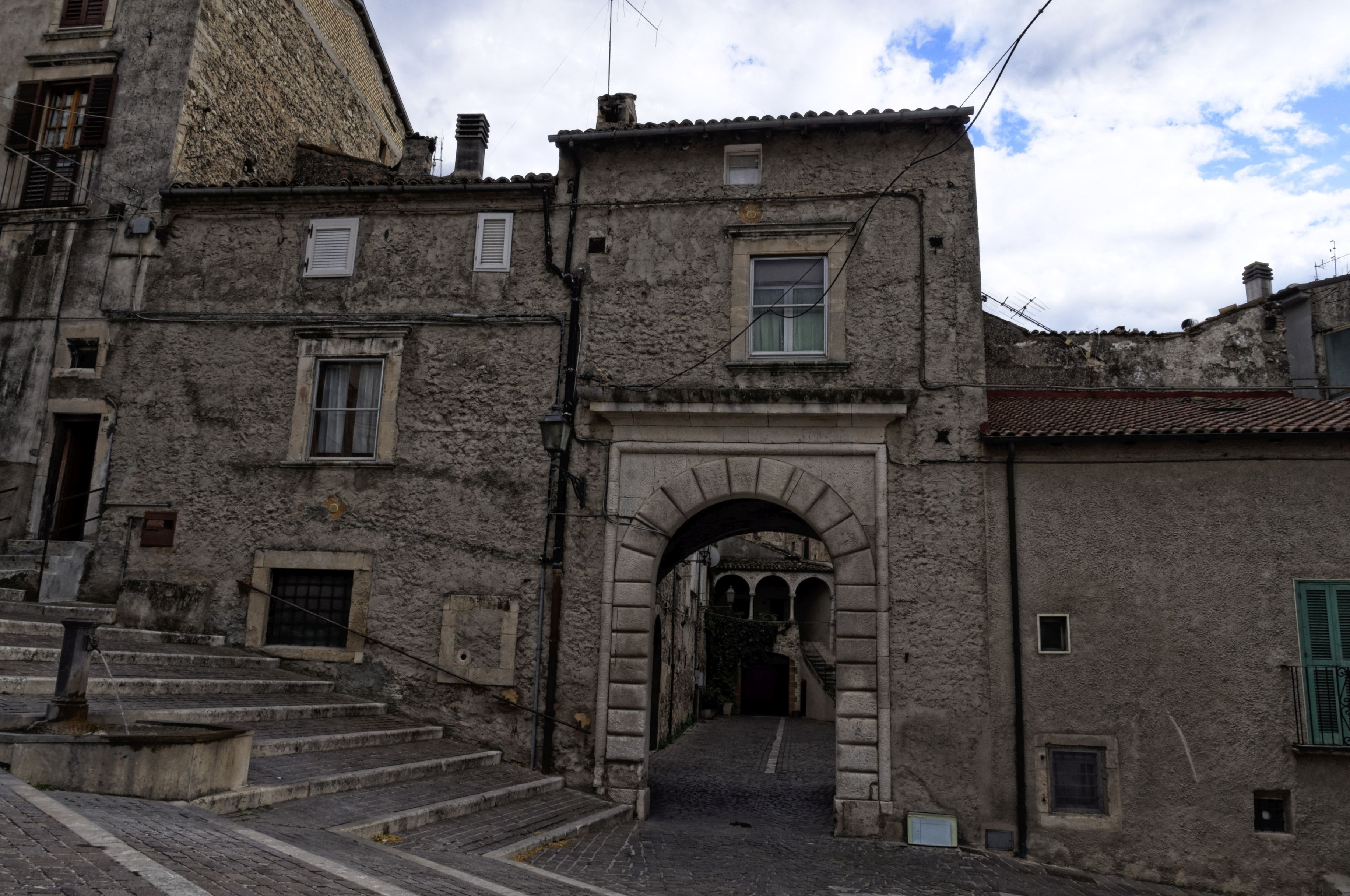
Ingresso monumentale al palazzo ducale dei Cantelmo, via Cavour

Castello ducale Cantelmo
Il castello di Popoli Terme è una costruzione realizzata a scopo difensivo nel X secolo, tra il 970 e il 1016 per il volere dei vescovi di Valva, diocesi a cui era soggetta Popoli. Situato a 485 metri sul livello del mare, rappresentava uno dei primi Castelli della Valle Peligna e di fondamentale importanza visto il ruolo che Popoli Terme avrebbe assunto negli anni a seguire, in qualità di "Chiave dei tre Abruzzi". Il castello aveva una struttura a pianta triangolare con tre torri, il tutto circondato da una doppia fila di muro attorniato dal fossato. Nel 1269 passò ai Cantelmo che seppur mantennero il feudo di Popoli Terme fino al XVIII secolo, deciso di abbandonare una volta che fu costruito il Palazzo Ducale in città verso la fine del Quattrocento. Da allora, è rimasto abbandonato fino al 1997, anno in cui l'amministrazione comunale decise di attuare un restauro. È possibile osservare il Castello anche di notte, grazie all'installazione di un impianto di illuminazione che crea uno scenario molto suggestivo.

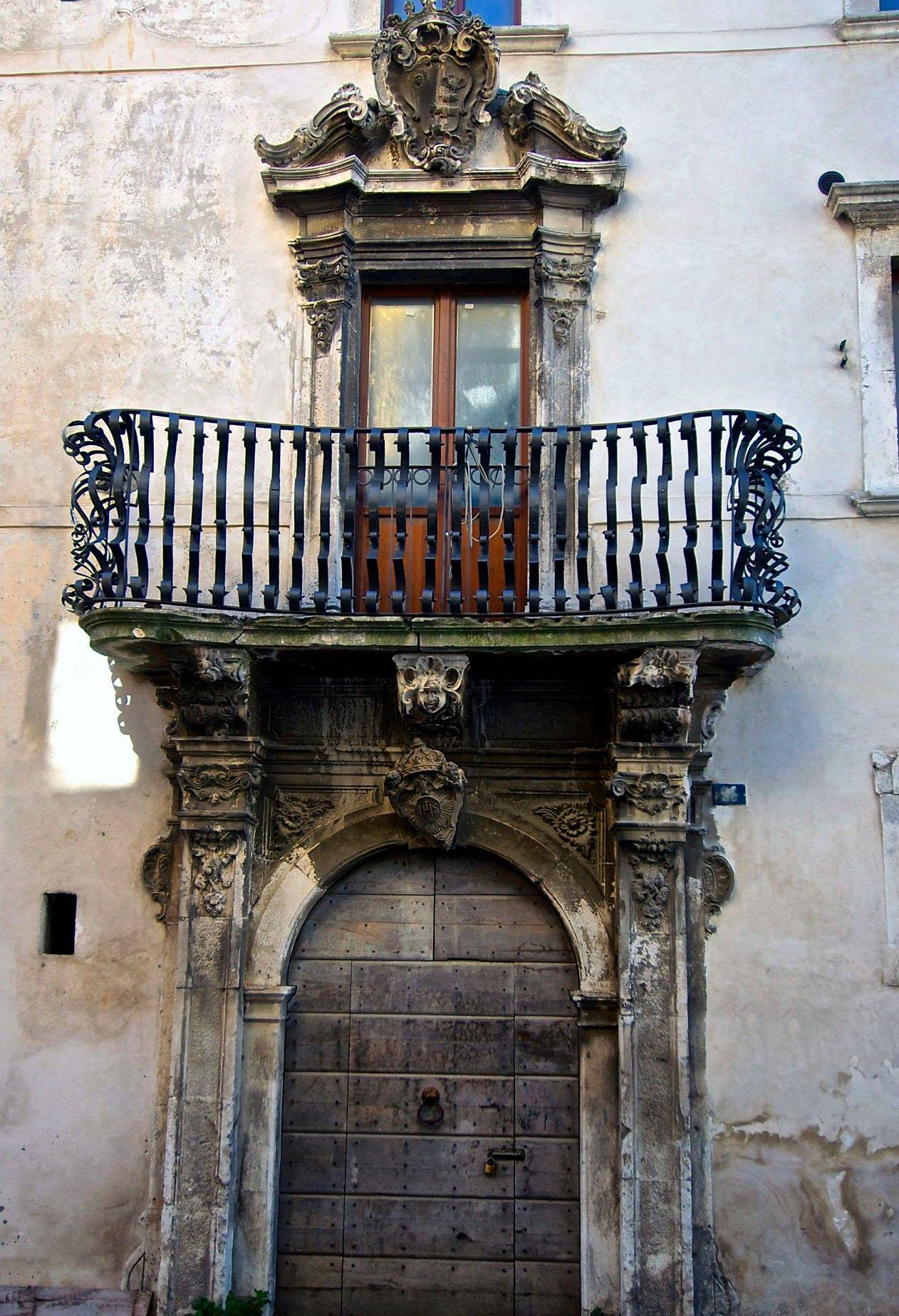
Palazzo Muzj. Portale d'ingresso settecentesco con stemma Cristico sulla chiave d'arco sormontato dal balcone barocco in ferro battuto con lo stemma ducale della famiglia Muzj. Qui soggiornò il primo Re d'Italia

Palazzo Ducale CantelmoFu costruito alla fine del 1440 da Giovanni Cantelmo, nel centro cittadino (via Salita Castello, e via Cavour), al lato di piazza della Libertà. Costruito nei primi decenni del XV secolo, dopo la conseguente perdita di importanza e l'abbandono del castello, essendo ormai cessate le invasioni Barbariche e quindi le esigenze difensive. presenta un elegante androne d'ingresso,un cortile, abbastanza ben conservato, che resta della costruzione originaria (1480), di forma trapezoidale e conserva una loggia a tre arcate, raffinatissime bifore, qualcuna deturpata e mancante della colonnina divisoria, e la porta d'ingresso secondaria, la quale, presenta al di sopra della trabeazione, un mascherone in pietra, forse Saturno o Giove. Con l'estinzione della famiglia Cantelmo, nel 1740 il palazzo passò ai Baroni Muzj e nel 1955 parte fu donata al Vaticano e parte venduta alla famiglia Zaino. La facciata ha stile neoclassico, restaurata nel 1824. Rimane uno degli esempi più interessanti di architettura rinascimentale di tipo abruzzese, oggi riconoscibile solo nella zona del cortile.
Torre dell'AiaEra situata in piazza Filomusi Guelfi, nell'omonimo quartiere storico, esistente sin dal XIV secolo, quando fu restaurata da Restaino Cantelmo, insieme a una villa delizia fattavi costruire al fianco. Purtroppo i bombardamenti del 1944 l'hanno distrutta. La torre era a impianto quadrangolare.

### Architetture civili

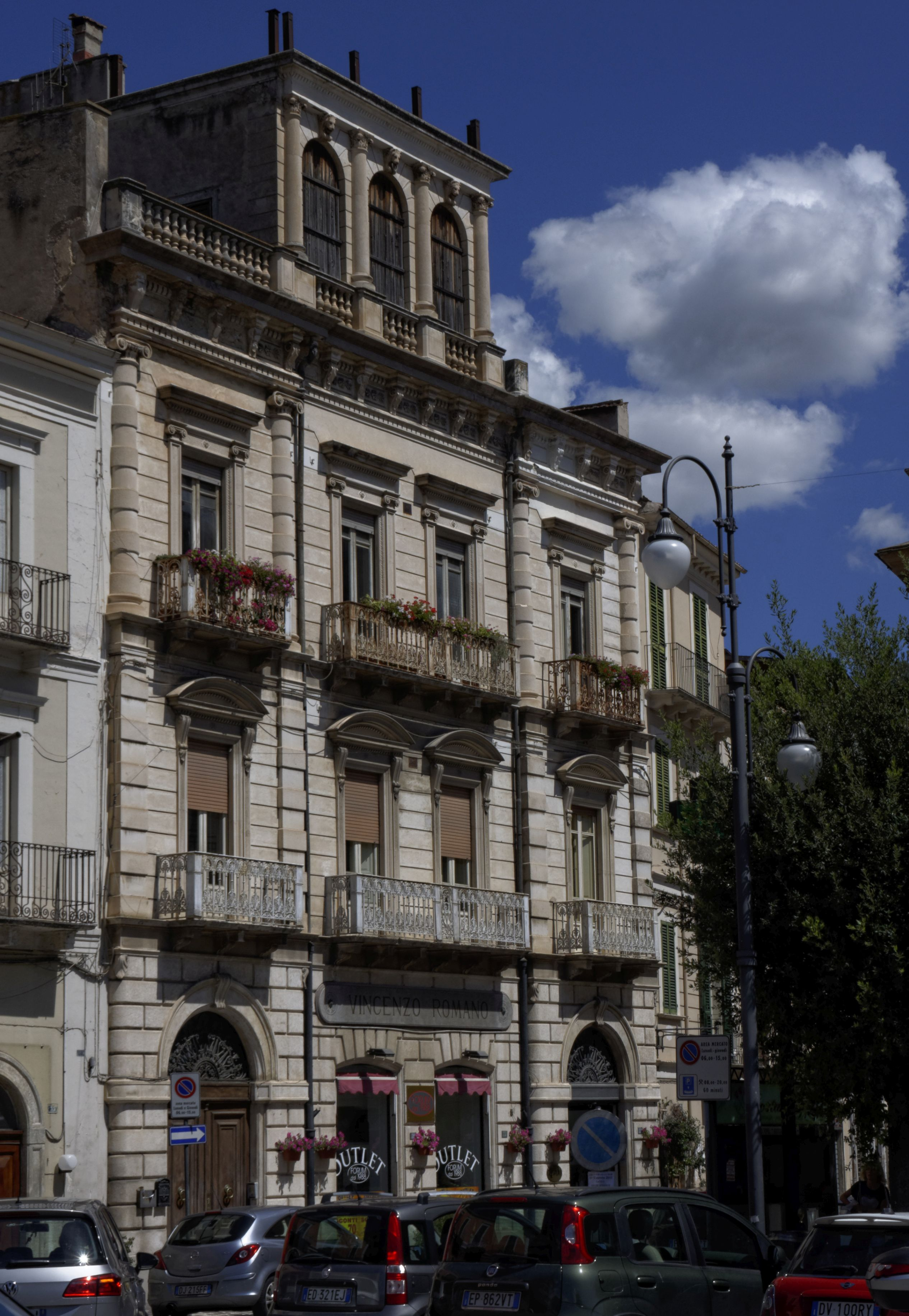
Palazzo Romano, via Capponi

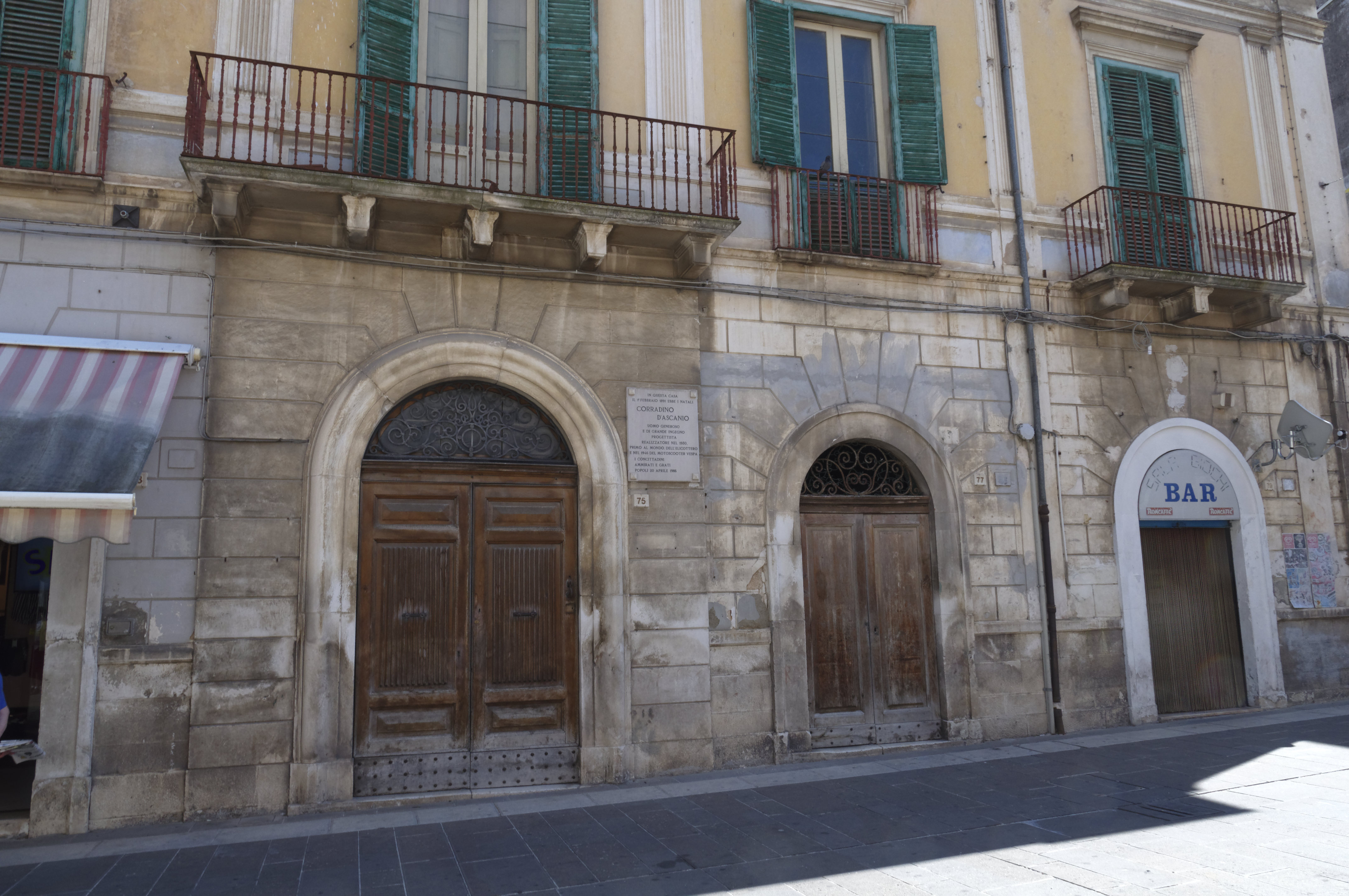
Casa natale di Corradino D'Ascanio, corso Gramsci

Taverna ducale Cantelmo
Edificio militare costruito dai Cantelmo in via Garibaldi, vicino a piazza della Libertà, antica via di passaggio per Popoli, come dogana di accesso al borgo. Oggi è un museo. L'edificio si distingue per il ricco portale gotico e per la facciata decorata da blasoni delle famiglie che possedettero il feudo dopo i Cantelmo.
Palazzo MuzjÈ di tipico aspetto gentilizio barocco con andamento curvilineo della facciata, risultato di rifacimenti di preesistenze cinquecentesche che esplicita l’adeguamento formale e funzionale della fabbrica voluto dalla committenza. Ricercato negli stucchi e nei motivi ornamentali in pietra degli elementi verticali in diretto rapporto con le fasce orizzontali, i frontoni e i cornicioni. Il portale d'ingresso presenta, sulla chiave d'arco, lo stemma cristico, con valenza generalmente apotropaica, ovvero serviva ad invocare sulla casa benedizione e protezione dagli influssi o spiriti negativi (trae la sua origine dal nome di Gesù, per questo conosciuto come "cristogramma"). ed è sormontato dal balcone riccamente decorato in pietra e ferro battuto sovrastato dallo stemma ducale della famiglia Muzj. Qui furono ospitati il primo re d'Italia Vittorio Emanuele e la Contessa di Mirafiori il 19 ottobre 1860 che soggiornarono a Popoli, insieme alla corte, nei due palazzi dei Muzj e in quello dei Baroni Galli Zugaro, oggi demolito. Annette a sé la chiesa di San Rocco precedentemente cappella dello stesso.
Palazzo Vincenzo Romanosi trova in via Capponi, affacciato su piazza Generale Paolini, fu costruito nei primi del '900 da questo sarto e imprenditore, che lo rese particolarmente monumentale, rispetto ai comuni palazzi popolesi; adottando lo stile neorinascimentale, con il finto bugnato liscio, articolato in tre settori, da paraste aggettanti verticali, ordine di finestre a timpano curvilineo, balaustra aggettante, e torretta centrale di guardia superiore, con tre archi, che ripropone in chiave miniaturizzata la composizione della facciata; ha tre portali ad arco a tutto sesto, dal maggiore si accede al cortile.
Lanificio di Giovannella Carafa e Villa "La Falca"Oggi scomparse, si trovavano in località Giardino. L'elemento più antico era la Torre dell'Aia, a pianta quadrata, restaurata nel 1497 da Restaino IV Cantelmo, distrutta nel 1884. La fontana presso la villa La Falca era stata costruita nel 1820 con i reperti del lanificio Carafa. Leggende vogliono che il cardinale Giacomo Cantelmo, figlio di Fabrizio II, ne fece un museo privato, e la usava come delizia, avendo ospitato anche Bernardo Tasso, padre del poeta Torquato Tasso. Il viaggiatore Richard Keppel Craven, che visitò Popoli, nei primi anni dell'800 parlava della villa come rudere. La villa fu rifatta, seguendo lo stile neoclassico, ma fu minata dai tedeschi nel 1944.
Palazzo SaffiIn via Aurelio Saffi, lato piazza Ricci, risale al XV secolo, anche se rifatto a più riprese, mostrando una molteplicità di stili; prevale il neoclassico, anche se si conservano il portale ad arco a tutto sesto in punte di diamante a bugna, e una finestra rinascimentale alla maniera aquilana, con la cornice dell'arco a punte di fiore.
Ex cinema comunalesi trovava all'inizio di corso Gramsci da via Capponi (ex corso Vittorio Emanuele), costruito come casotto alla fine dell'800. Fu demolito negli anni '60 per la costruzione della Cassa di Risparmio.
Palazzo Colarossisul corso Gramsci, angolo con piazza 1º Maggio, dietro la chiesa di San Domenico. Il palazzo fu edificato nei primi del '900 su un'area di proprietà dei Domenicani, dove si trovava anche un mulino ad acqua, poi occupato da palazzi moderni. L'architettura è in elegante stile liberty-moresco, con suddivisione in tre livelli da cornici; all'ingresso ha una loggia a bifora con balcone, sovrastata nel livello superiore da una loggia a trifora con balconata; le fasciatore delle cornici marcapiano sono decorate da motivi geometrici.
Palazzo D'Ascaniosi trova sul corso Gramsci, angolo con via Venezia. Vi nacque nel 1891 il celebre ingegnere Corradino D'Ascanio; il palazzo ha un aspetto ottocentesco, con l'esterno tardo neoclassico, decorato da finte bugne e ordine regolare di finestre con timpano triangolare.
Ex scuola elementare di Popoliil palazzo si affaccia su piazza Generale Paolini, compreso tra via Leonardo da Vinci e la villa comunale. Fu costruito negli anni '30 in stile monumentalista, occupando una vasta appezzamento di terra, con gli edifici collegati tra loro, da vari contrafforti robusti in punta di diamante e finto bugnato. Dopo la chiusura negli anni '90 e l'abbandono, la scuola attualmente è in restauro, tuttavia tale restauro ha eliminato completamente le tracce dell'architettura di regime.
Palazzo PezziSi trova in Corso Gramsci n.60, posto quasi di fronte a casa D'Ascanio. Fu realizzato nei primi anni dell'Ottocento, con un grande portone ad arco a tutto sesto e ordine di finestre con timpano triangolare. Alcune fonti, non convalidate, sostengono che sia stato edificato per divenire un convento, altre che il suo scopo fosse divenire una sorta di stazione per carrozze con cavalli. Nel secolo scorso è stato sede del partito fascista, fino alla fine della seconda guerra mondiale, per poi divenire sede dell'allora partito comunista. Negli anni successivi è stato notevolmente modificato e ristrutturato. 

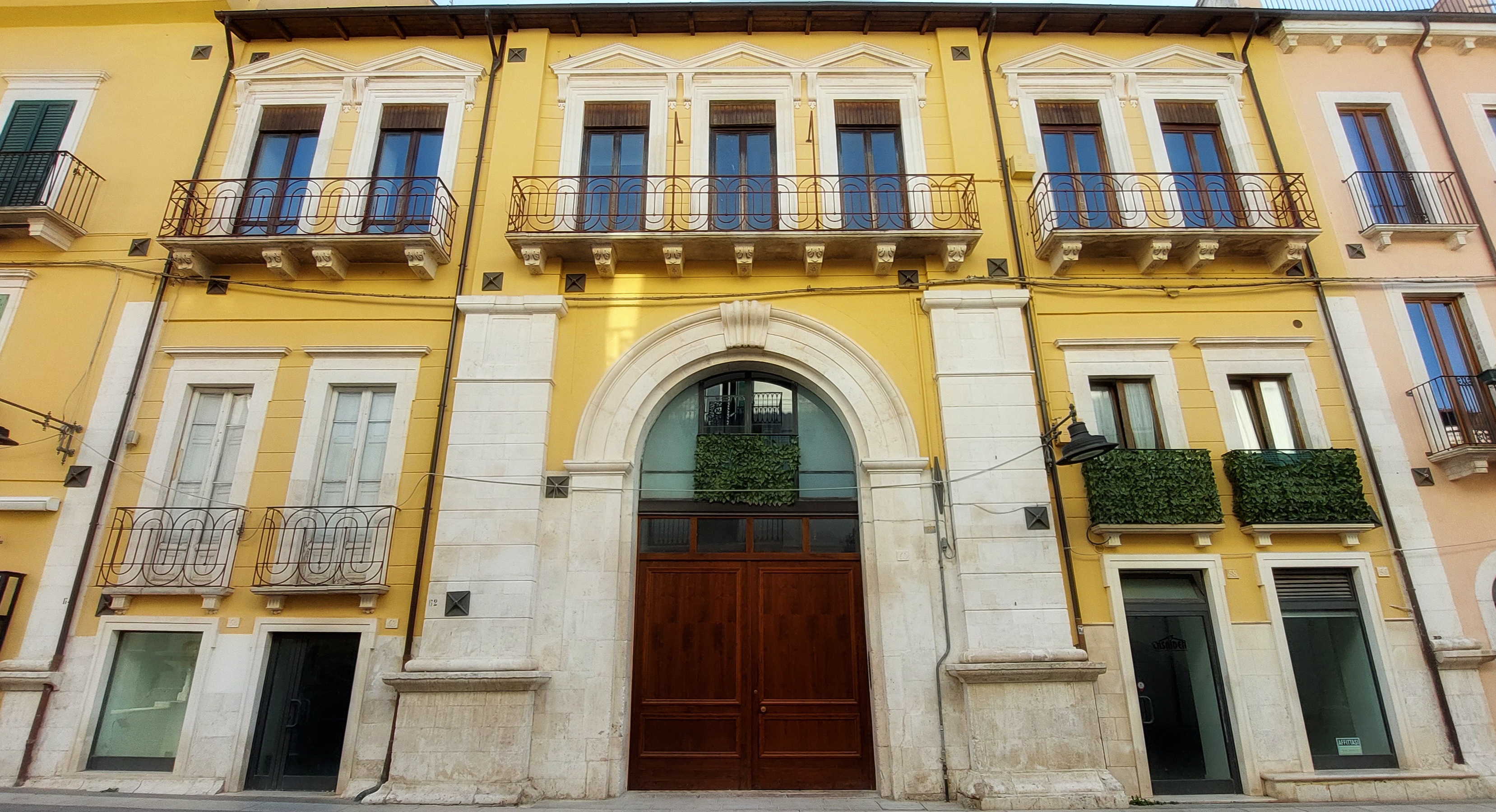
Palazzo Pezzi

### Altro

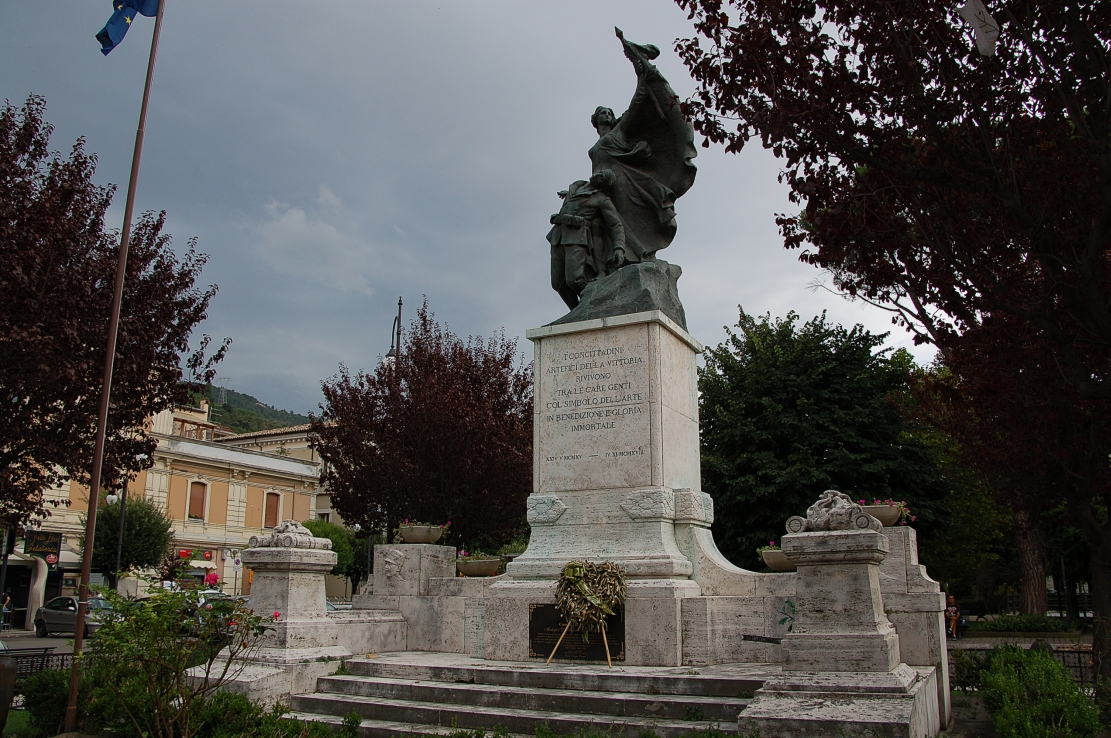
Monumento ai caduti

- Monumento ai caduti: in piazza Generale Giuseppe Paolini (ex piazza del Monumento), fu realizzato nello slargo dell'antica via del Colle, inaugurato nel 1927. Il monumento fu progettato dall'ingegnere popolese Corradino D'Ascanio; consiste in uno spiazzo di granito quadrato, con quattro cippi monumentali angolari, una scalinata al blocco piedistallo centrale con l'iscrizione dedicatoria, sopra cui troneggia il gruppo bronzeo della dea Vittoria, dall'aspetto di divinità greca, ammantata e con l'elmo, che con una mano regge la lancia, e con l'altra sorregge un soldato esanime. Rappresenta uno dei monumenti commemorativi alla guerra più significativi dell'Abruzzo.
- Bassorilievo a Giuseppe Garibaldi: realizzato nei primi anni del Nocevento sul palazzo all'incrocio di corso Antonio Gramsci con via Capponi, consiste in un bassorilievo in marmo con incise iscrizioni commemorative in bronzo, in ricordo di Garibaldi,  che stazionò a Popoli Terme nella marcia verso Teano. Anche il busto di Garibaldi è in bronzo.
- Torretta dell'orologio: la torretta affianca la chiesa di San Francesco, è stata ricavata nell'800 da un palazzetto; realizzando un blocco di pietra rettangolare con l'orologio e sopra la piccola cella campanaria con le 2 campane che segnano l'ora racchiuse in una macchina decorativa in ferro battuto.
- Fontana di Piazza della Libertà: realizzata inizialmente in pietra, dopo i danni della guerra fu sostituita da una copia esatta in bronzo. La fonte consiste in un blocco circolare da cui parte un alto fusto cilindrico, con alla base dei mascheroni ai quattro angoli che gettano dalla bocca l'acqua.
- Fontana del Rovetone: nota anche come "Quattro cannelle", si trova in località Rovetone; è molto antica, risalente al Medioevo. ha edicola con soffitto spiovente, e mostra quattro cannelle.
- Fontana Cantelmo: si trovava in via Enrico Berlinguer (ex via Lavatoio), oltrepassato il ponte sul fiume da via Marconi. Fu costruita nel XVIII secolo presso un muro, facendo scorrere l'acqua da tre aperture disposte verticalmente, sopra aveva un'iscrizione dedicatoria. Col bombardamento del 20 gennaio 1944, la fontana è stata distrutta. Oggi l'acqua sgorga ancora sul declivio roccioso a mo' di cascatella, si vedono dei ruderi murari dell'antica fontana. Era detta anche "fonte Attoja oppure Ottaja", dal nome dell'antica chiesa di Santa Maria Attoja dell'ordine celestino, posta più ad ovest, anch'essa distrutta dalla guerra e definitivamente demolita nel 1975, era posta presso il passaggio della ferrovia. La fonte era usata come lavatoio pubblico.
- Fontana delle Sorgenti: situata in Piazza XX Settembre, è un gruppo scultoreo in marmo di Carrara raffigurante quattro Ninfe delle acque, ognuna delle quali rappresenta una sorgente di Popoli Terme. Ciascuna Ninfa è rivolta verso il punto cardinale della sua sorgente, da cui prende il nome: De Contra a nord-est, Giardino a sud-est, Pescara a sud-ovest, San Callisto a nord- ovest. Inaugurata il 21 giugno 2025, è stata ideata dal regista Daniele Campea. Fontana delle Sorgenti, Piazza XX Settembre

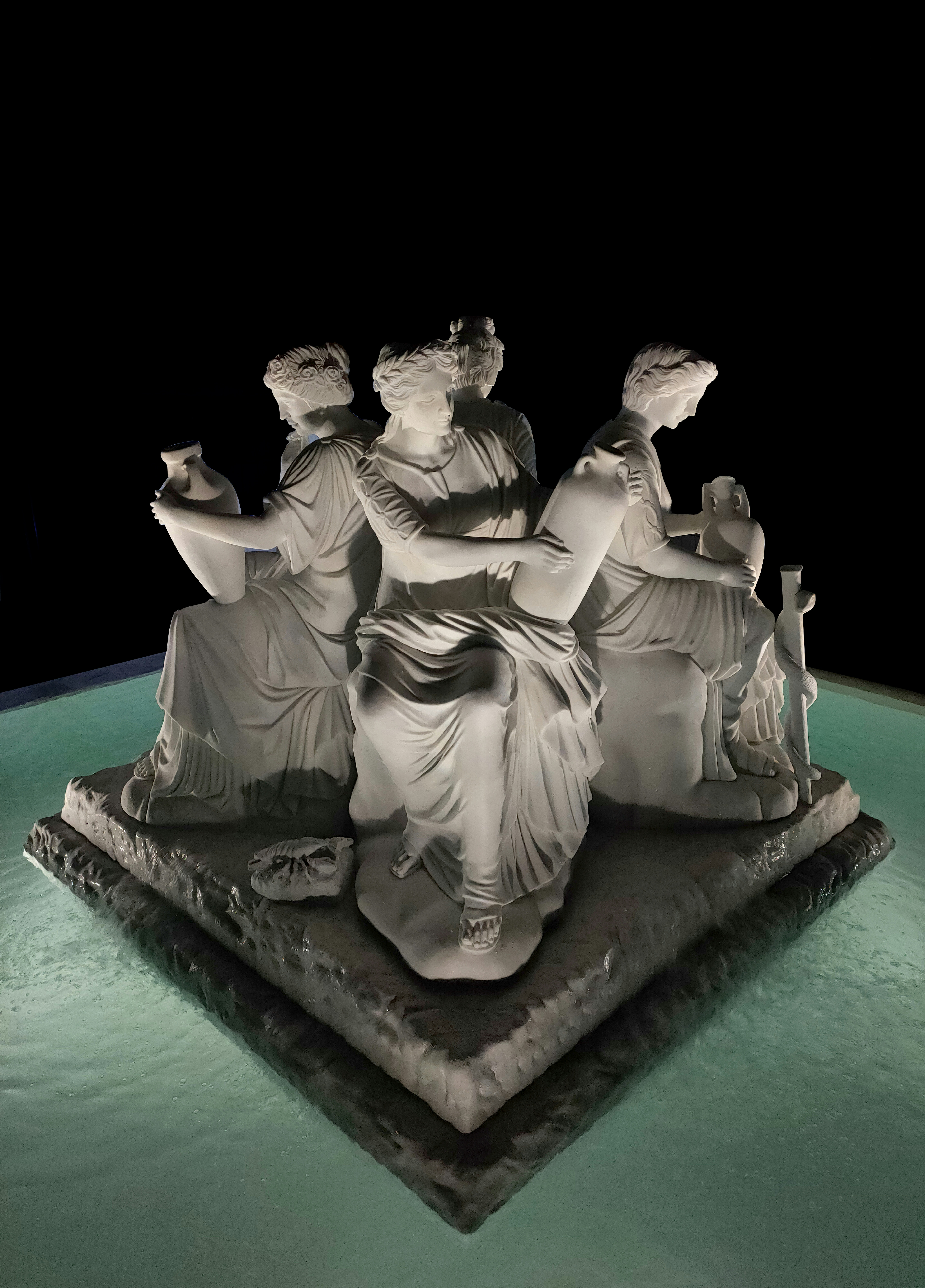
Fontana delle Sorgenti, Piazza XX Settembre

- Ponte Decontre: sulla strada statale 5, fu realizzato dapprima in legno, e dopo i bombardamenti del 1944, sostituito da una copia in ferro, facilita il collegamento da via Garibaldi alla contrada
- Ponte Berlinguer: noto anche come ponte Santa Maria, era il ponte più antico di Popoli, fatto saltare in aria dai tedeschi in ritirata dalla guerra, e collegava il quartiere Santa Maria Attoja (attuale via Berlinguer) al centro di Popoli Terme mediante via Saffi.
- Ponte Risorgimento: altro ponte antico di Popoli, che collega la piazza Generale Paolini all'hinterland popolese, fu ricostruito dopo la guerra.
- Ponte San Nunzio Sulprizio: ponte realizzato negli anni '70, collega la campagna popolese sul fiume, al quartiere Sant'Anna e dei Salesiani, con la chiesa di San Giovanni Bosco.
- Ponte Strada statale 17: ponte di recente costruzione, collega la strada statale per Sulmona a Popoli, al sud del quartiere Sant'Anna, nella zona industriale.

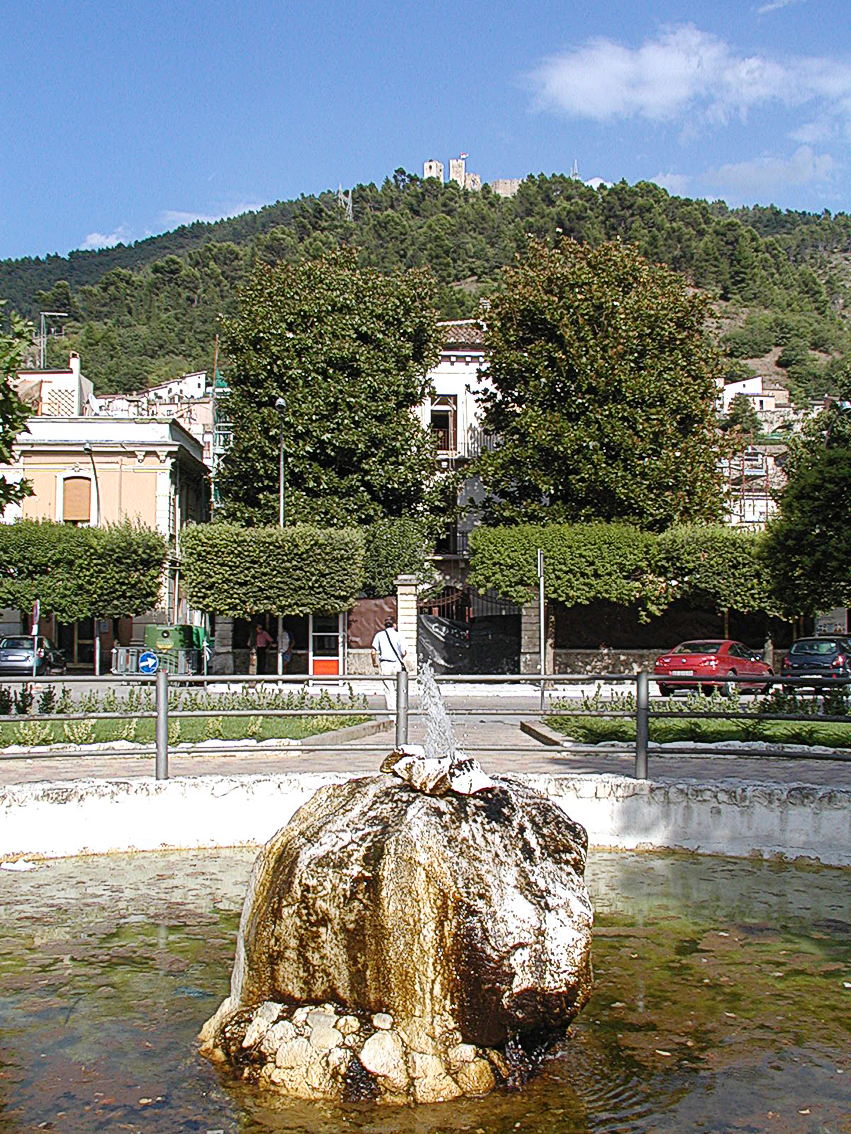
Fontana della villa comunale

### Aree naturali
Riserva naturale Sorgenti del Pescara
La riserva, istituita nel 1986, riguarda le sorgenti della Pescara le cui acque fuoriescono da quattro caverne e formano un laghetto chiamato Capo Pescara, le cui acque sono di eccezionale purezza. La limpidezza delle acqua permette l'attività fotosintetica fino a 4-5 metri di profondità, ovvero fino ai punti più profondi. Tra la vegetazione ricordiamo la cannuccia di palude, la lenticchia d'acqua, la Tifa e il giglio d'acqua. Lungo le sponde vi crescono salici e pioppi. Riguardo alla fauna, si possono trovare la trota fario, la salamandra pezzata, il tritone crestato, la gallinella d'acqua, la folaga e il tuffetto.
La riserva, estesa su una superficie di 49 ettari e contornata da 89 ettari di protezione esterna, ha ottenuto il riconoscimento dell'Unione europea come sito d'importanza comunitaria.
La pressione antropica minaccia la bellezza del posto, di notevole interesse paesaggistico e faunistico. La riserva è tagliata in due dal cavalcavia dell'autostrada e dalla ferrovia Pescara-Roma; si aggiunga anche l'attuale sfruttamento di una cava (Colle Pizzuto), visibile a chi discende la statale che collega L'Aquila a Popoli, o la strada comunale tra San Benedetto in Perillis e il comune di Popoli. Nonostante tutto ciò la riserva di Capo Pescara rimane un posto unico nel suo genere.
Terme di Popoli
Le terme di Popoli sono un centro termale riabilitativo con trattamento nelle acque e nei fanghi sulfurei del luogo. La struttura si trova in contrada Decontre, fu costruita nei primi anni del Novecento, con il finanziamento della Società di Mutuo Soccorso, come dimostra una porzione dell'antico palazzo termale riabilitativo, con la chiave di volta del portale con lo stemma scolpito della Società Reale Italiana. Il centro immediatamente divenne meta di turismo altoborghese, per la buona qualità delle acque del fiume Pescara; a causa della guerra il centro fu bombardato e distrutto, ed è stato riaperto con una nuova e moderna struttura, sempre nella contrada di Popoli.

#### Altri parchi
- Villa comunale: ricavata negli anni '20 dai terreni dell'ex convento di San Domenico, si trova nella zona meridionale, tra via don Bosco, via Fracasso e piazza XX Settembre. La villa detta anche Parco del Sole; ha impianto quadrangolare, aveva una vasca in pietra porosa, sostituita poi negli anni '60 da una nuova.
- Fonti San Callisto: si trovano in questa località ad ovest di Popoli, e sono sorgenti che vanno a collegarsi al fiume Pescara.

## Società

### Evoluzione demografica

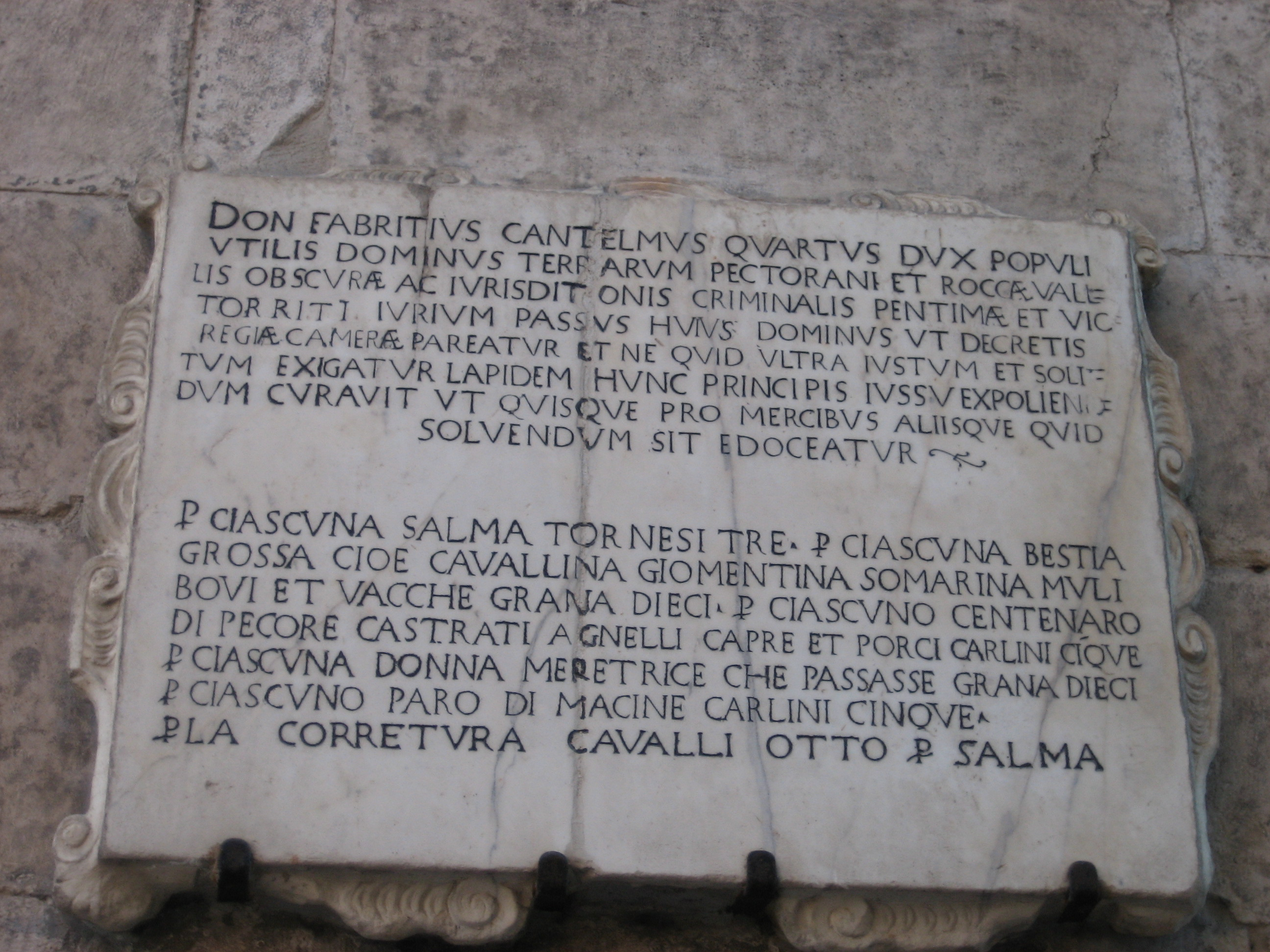
Lapide posta sulla facciata esterna della taverna del XIV secolo. Nella stessa vengono riportati i compensi da corrispondere a titolo di dazio al transito presso la dogana: la prima parte, che genericamente descrive il signore locale, è scritta in latino, la seconda, per essere più facilmente compresa dal popolo in quanto contenente le tariffe di dazio (gabelle), è scritta in italiano volgare.
N.B.: la salma era un'antica unità di misura

Abitanti censiti

### Economia
Popoli Terme sino ai primi anni del '900 è stata caratterizzata dall'economia agricola, finché non è arrivato lo sviluppo industriale, con gli impianti chimici di Bussi sul Tirino, Pratola Peligna e Bolognano (Piano d'Orta), creando così molta mano d'opera. Sorse inoltre il complesso termale alle sorgenti del Pescara in località Decontra, incrementando il turismo.

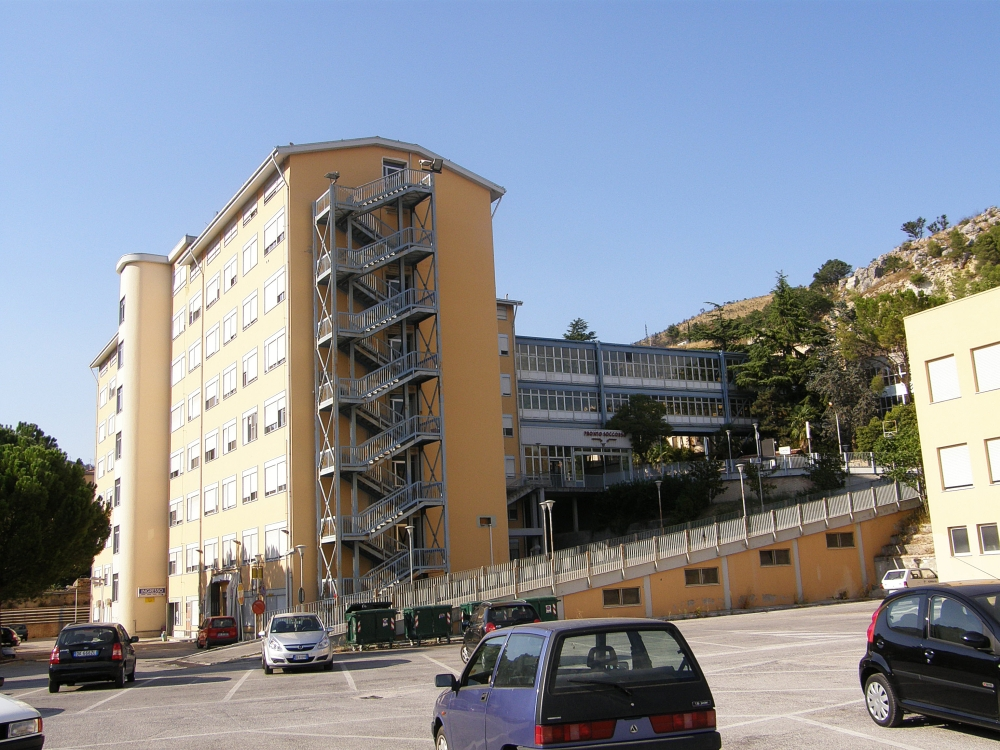
Ospedale "Santissima Trinità"

Negli anni del dopoguerra, Popoli Terme ha visto svilupparsi sempre di più l'industria, con la realizzazione di cave presso Valle San Rocco e Fonte San Callisto, nonché cementifici, come quello in via per Vittorito. Dagli anni '30 fu sede di un ospedaletto gestito dalla Confraternita della Trinità, in via Ottuso, distrutto dalla guerra, e ricostruito negli anni '50 in via Berlinguer come presidio ospedaliero.

## Cultura

### Musei
- Casa natale di Corradino D'Ascanio: abitazione,  trasformata casa museo, dov'è nato il noto ingegnere popolese Corradino d'Ascanio.
- Taverna ducale: ospitato in un palazzetto del XIV secolo appartenuto alla famiglia Cantelmo.

### Eventi

#### Festa patronale di San Bonifacio
Si celebra il 14 maggio, con l'omaggio nella chiesa di San Francesco, dove si conserva l'urna delle reliquie del santo, per poi procedere in pellegrinaggio verso le principali chiese del paese, seguendo da piazza della Libertà il tracciato di corso Gramsci, via Fracasso, piazza XX Settembre, viale Mazzini.

## Geografia antropica

### Centro storico di Popoli Terme

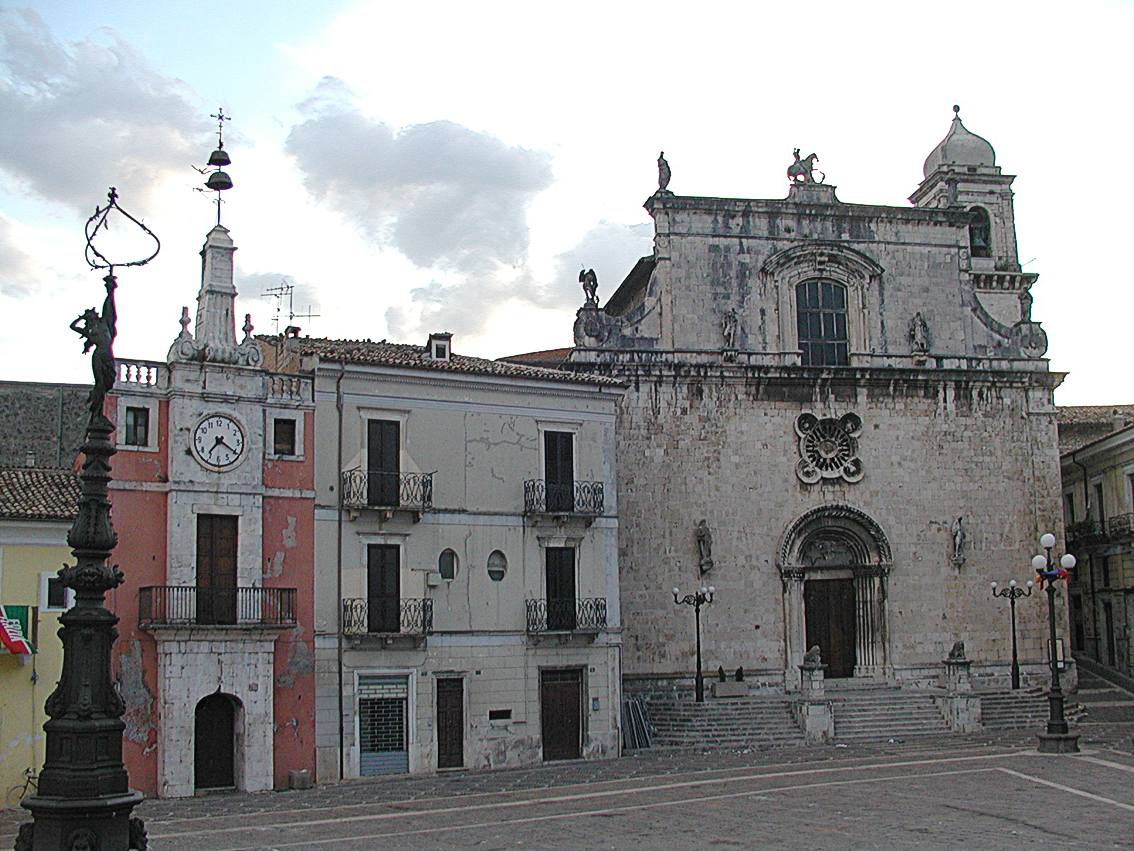
Piazza della Libertà: torretta civica, fontana, e chiesa di San Francesco
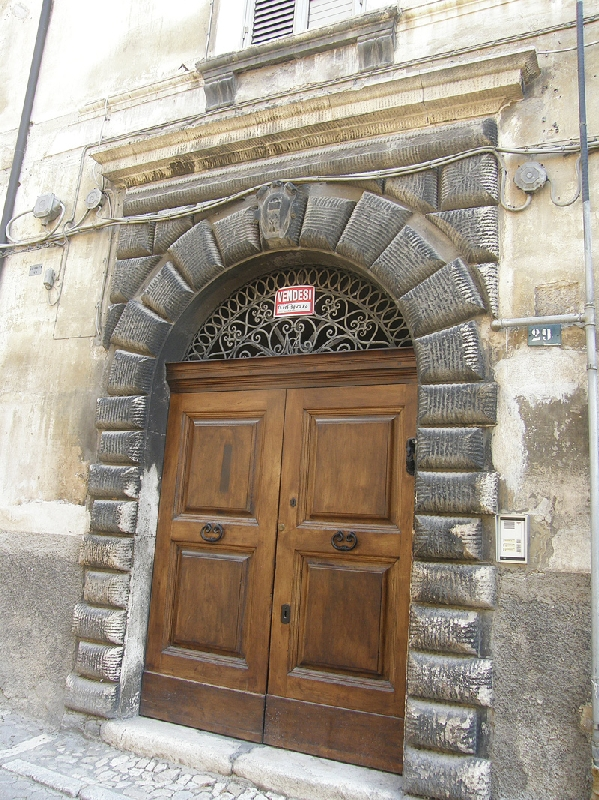
Portale di palazzo Saffi, via Aurelio Saffi
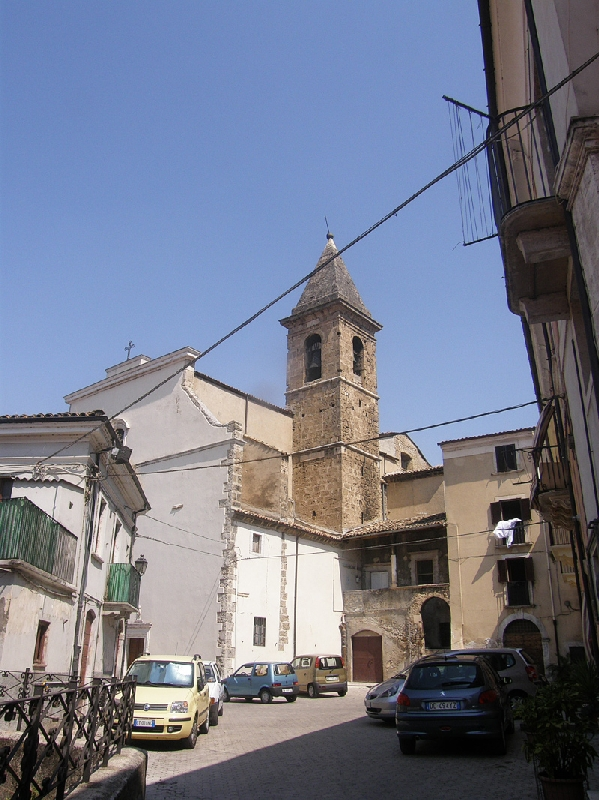
Chiesa di San Lorenzo, via Salita Castello
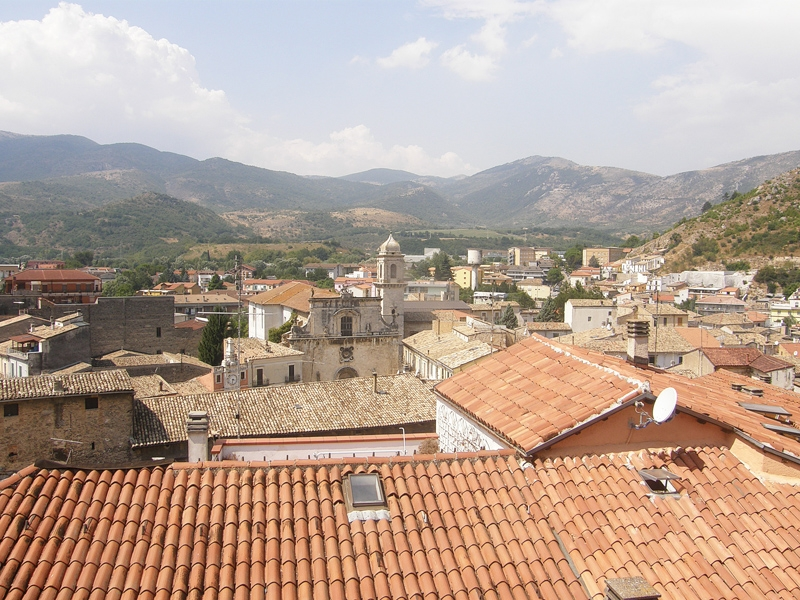
Tetti di Popoli, da San Lorenzo, la chiesa di San Francesco
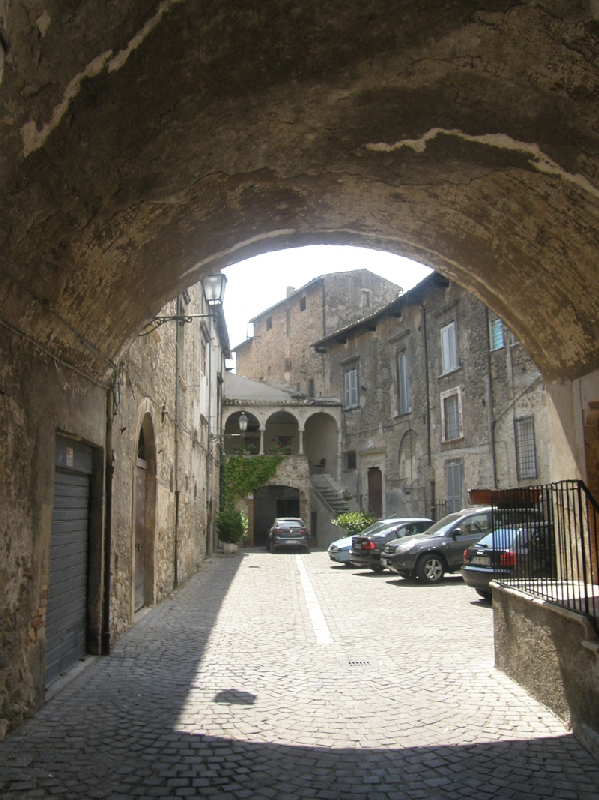
Loggiato del palazzo ducale Cantelmo
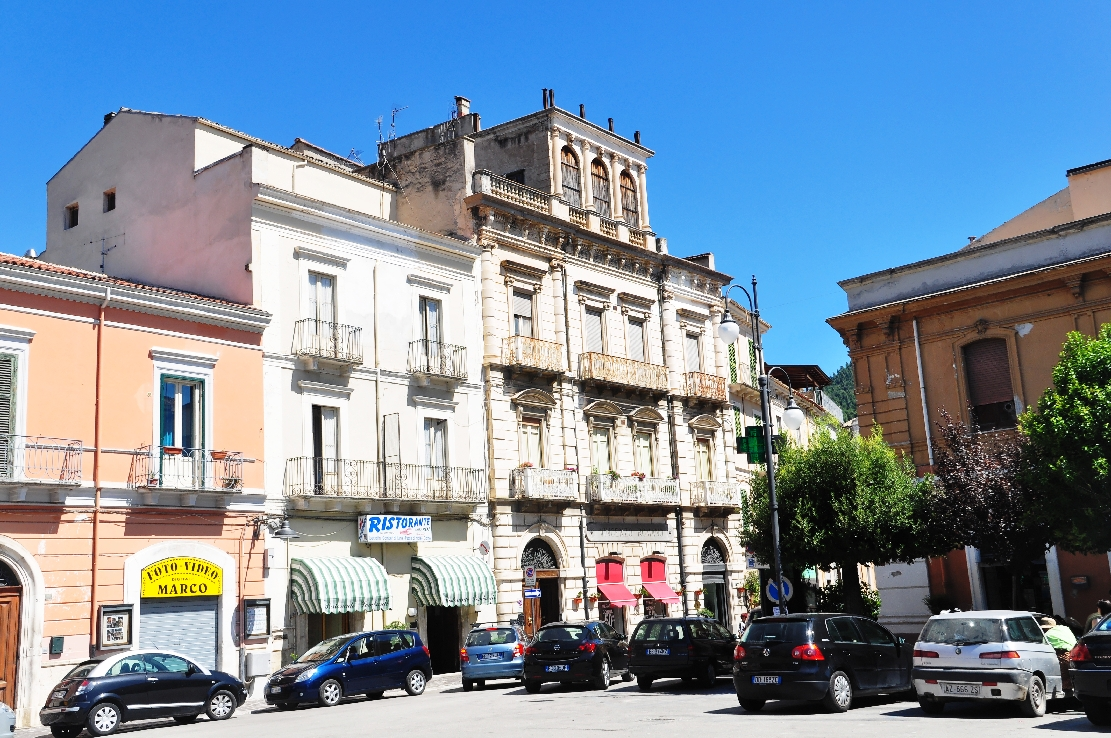
Palazzo Romano in via Capponi, angolo con piazza Generale Paolini

Il centro storico di Popoli Terme si sviluppa in vari quartieri, che oggi si sfilano nel Festival rievocativo del Palio del Certame, riproposto dal 2005. I quartieri sono:
- Quartiere Santa Maria di Attoja o Ottaja: sobborgo posto ad ovest del ponte Berlinguer, lungo via del Cimitero e via Santa Maria. Dino al 1944 era un rione vero e proprio, dotato di case, lavatoio o fonte dei Cantelmo, e di una chiesa benedettina dedicata a Santa Maria. Le fonti provengono dalle ricerche del parroco di Popoli Terme don Ugo Di Donato, priore della chiesa della Santissima Trinità. Il monastero era la chiesa più antica di Popoli, fu danneggiato dai bombardamenti alleati, e definitivamente demolito nel 1975 per la realizzazione della casa di riposo, funzione che già svolgeva l'ex convento prima della guerra, insieme a istituzione scolastica. La chiesa è documentata per la prima volta nel 1021, appartenente all'abbazia di San Vincenzo al Volturno, incluso l'acquedotto divenuto poi la Fonte Cantelmo. Alla fine del XIII secolo passò ai Padri Celestini di Sulmona, e fu sede parrocchiale sino al 1697, quando fu unita alla parrocchia di San Lorenzo di Popoli. Nel 1224 era già parrocchia, e pagava il canone dei terreni al monastero benedettino del comune di San Benedetto in Perillis. Un aneddoto riguarda nel 1713 la fuga nel convento del ceramista di Castelli (TE) Francesco Antonio Grue, ricercato per appropriazione indebita di una casa a Bussi sul Tirino. Nel 1809 il convento dei Celestini fu soppresso, nuovamente nel 1867. La chiesa, come riporta Di Donato, era dotata di un mirabile tabernacolo in pietra scolpita, di stile barocco, danneggiato dall'abbandono della chiesa, e dai bombardamenti, definitivamente distrutto nel 1975. Della chiesa si conserva un finestrone opera di Gualtiero d'Alemagna, colui che realizzò il mausoleo di Giacomo Caldora nella Badia Morronese di Sulmona, conservato nella chiesa della Trinità a Popoli.

Il quartiere oggi è attraversato dalle strade principale di via Berlinguer, via Santa Maria, via Decontra, via Gran Sasso.

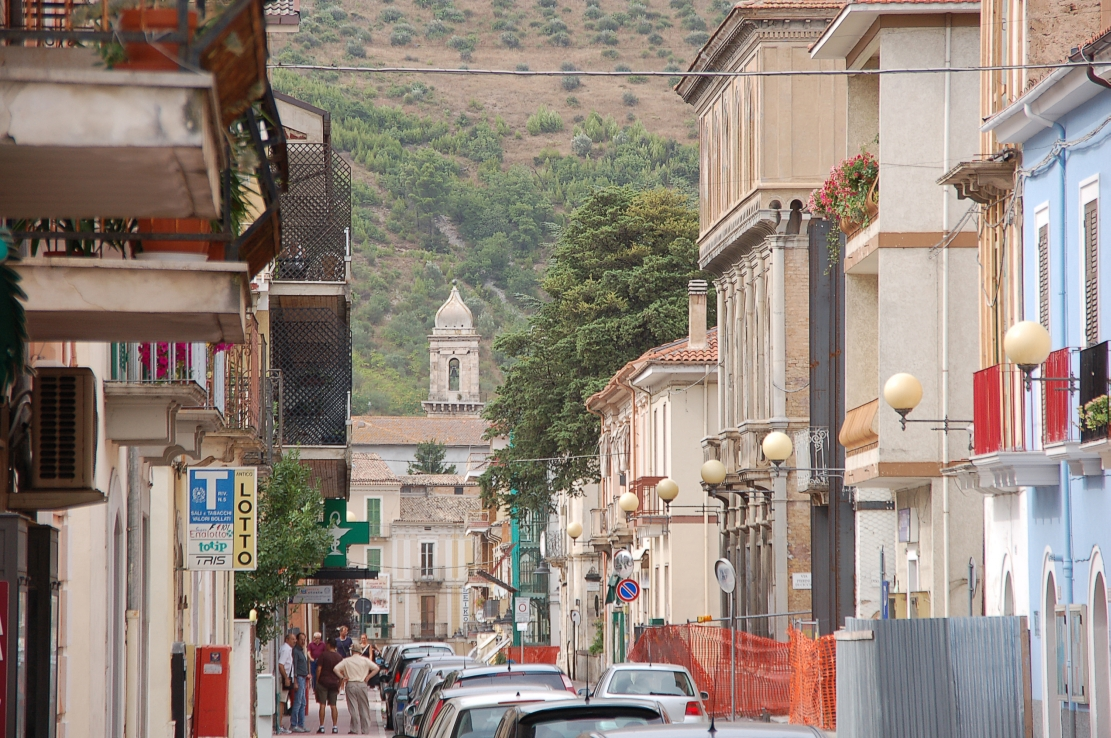
Corso Gramsci, ex corso Vittorio Emanuele, da sud, campanile di San Francesco

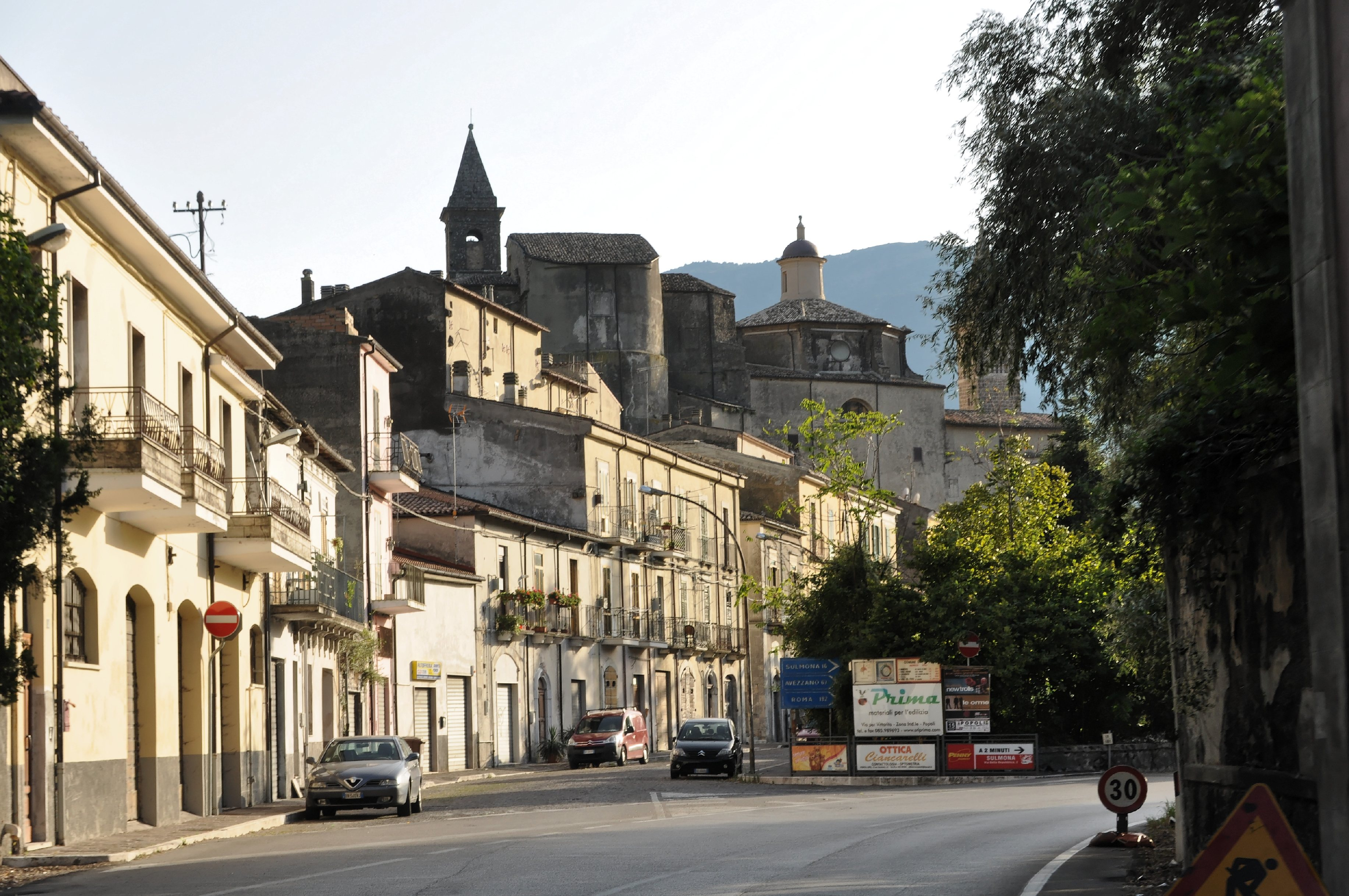
Rione San Rocco (via Garibaldi), le chiese gemelle

- Quartiere Sant'Anna: uno dei più recenti, sviluppatosi alla fine dell'800 nella zona sud di Popoli, lungo gli assi viario di corso Vittorio Emanuele (ora corso Gramsci), corso Umberto I (ora viale Mazzini), con piazza XX Settembre e piazza Generale Paolini.Deve il nome a una chiesa scomparsa, sopra cui fu costruito il convento dei Domenicani, su via Mazzini, era inizialmente l'area pianeggiante a ridosso del fiume Pescara, dove le donne andavano a sciacquare i panni, vi si svolgeva il mercato, e vi erano dei mulini, come quello che stava tra via Giammarco e viale Mazzini. Caratterizzato da palazzi signorili in stile eclettico, dalla chiesa di San Domenico e della chiesetta della Madonna delle Grazie. Vi si trova anche la villa comunale.
- Quartiere Castello: è il più antico, inizialmente delimitato dall'abitato dell'ex via Colle (oggi via Cavour), che stava ai piedi del castello normanno, poi dei Cantelmo, dove sorgono le due chiese di San Lorenzo e della Santissima Trinità. La zona di confine era dettata da piazzale Filomusi Guelfi, via Garibaldi e piazza Mercato (J'Ass de Cuopp, ossia "Asse di coppe"), poi rinominata piazza Regina Margherita e infine Piazza della Libertà; dove stava la dogana della taverna ducale, da cui si accedeva, per mezzo di Porta San Rocco al borgo (piazza Dante). A causa dei bombardamenti e di demolizioni, alcune porzioni delle mura sono difficilmente leggibili, come i vuoti in piazza Dante, piazza Filomusi Guelfi, piazza Ricci. Nel XV-XVII secolo il borgo si sviluppò attorno al piazzale del convento di San Francesco, con l'allargamento dell'abitato in via Cavour, viale Mazzini (ex corso Umberto I) e via Giordano Bruno, verso la chiesetta dell'Addolorata o della "Madonnella" (ju Suppuort de la Madunnell), ma anche in via Aurelio Saffi, fino a lambire il fiume Pescara.
- Quartiere Torre dell'Aia: delimitato da via Garibaldi, via Donatello, via Raffaello, via Colombo, via Decontre, prendeva il nome da un'antica torre medievale di Restaino Cantelmo, conte di Popoli Terme (XIV secolo), inclusa nel XVI secolo in una villa delizia rinascimentale, andata distrutta nei bombardamenti del 1944. Partecipa al Certame de la Balestra.

## Infrastrutture e trasporti

### Strade
Il territorio comunale è attraversato dalla Strada statale 17 dell'Appennino Abruzzese ed Appulo-Sannitico e dalla Strada statale 5 Via Tiburtina Valeria su cui è presente il casello autostradale Bussi-Popoli connesso alla Strada europea E80. Inoltre nel centro abitato passa la Strada Provinciale 60.

### Ferrovie
Il territorio di Popoli Terme è attraversato dalla ferrovia Roma-Sulmona-Pescara. La stazione di Popoli-Vittorito è attiva dal 1873.

### Mobilità urbana
Il trasporto pubblico locale si compone di autobus della Società Unica Abruzzese di Trasporto.

## Amministrazione
Elenco dei sindaci di Popoli Terme dal 1988.
| Periodo           | Periodo           | Primo cittadino   | Partito                            | Carica  | Note   |
| ----------------- | ----------------- | ----------------- | ---------------------------------- | ------- | ------ |
| 3 agosto 1988     | 14 settembre 1990 | Filippo Colangelo | Democrazia Cristiana               | Sindaco | [ 21 ] |
| 14 settembre 1990 | 15 luglio 1991    | Ivan Lyoi         | Democrazia Cristiana               | Sindaco | [ 21 ] |
| 15 luglio 1991    | 7 giugno 1993     | Angelo Cafarelli  | Partito Democratico della Sinistra | Sindaco | [ 21 ] |
| 7 giugno 1993     | 28 aprile 1997    | Angelo Cafarelli  | Partito Democratico della Sinistra | Sindaco | [ 22 ] |
| 28 aprile 1997    | 14 maggio 2001    | Angelo Cafarelli  | Partito Democratico della Sinistra | Sindaco | [ 23 ] |
| 14 maggio 2001    | 30 maggio 2006    | Emidio Castricone | Lista civica                       | Sindaco | [ 24 ] |
| 30 maggio 2006    | 1º giugno 2011    | Emidio Castricone | Lista civica                       | Sindaco | [ 25 ] |
| 1º giugno 2011    | 6 giugno 2016     | Concezio Galli    | Lista civica Popoli Democratica    | Sindaco | [ 26 ] |
| 6 giugno 2016     | in carica         | Concezio Galli    | Lista civica Popoli Democratica    | Sindaco | [ 27 ] |

### Gemellaggi
- Jarny[28]
- Ozorków[28]

### Altre informazioni amministrative
Il 7 maggio 2023 si è svolto un referendum che, con l'83,85% di voti favorevoli, ha sancito la nuova denominazione del comune in "Popoli Terme". Al referendum sono seguite le relative disposizioni di Regione Abruzzo e Ministero dell'interno per ufficializzare il cambio di nome.

## Sport

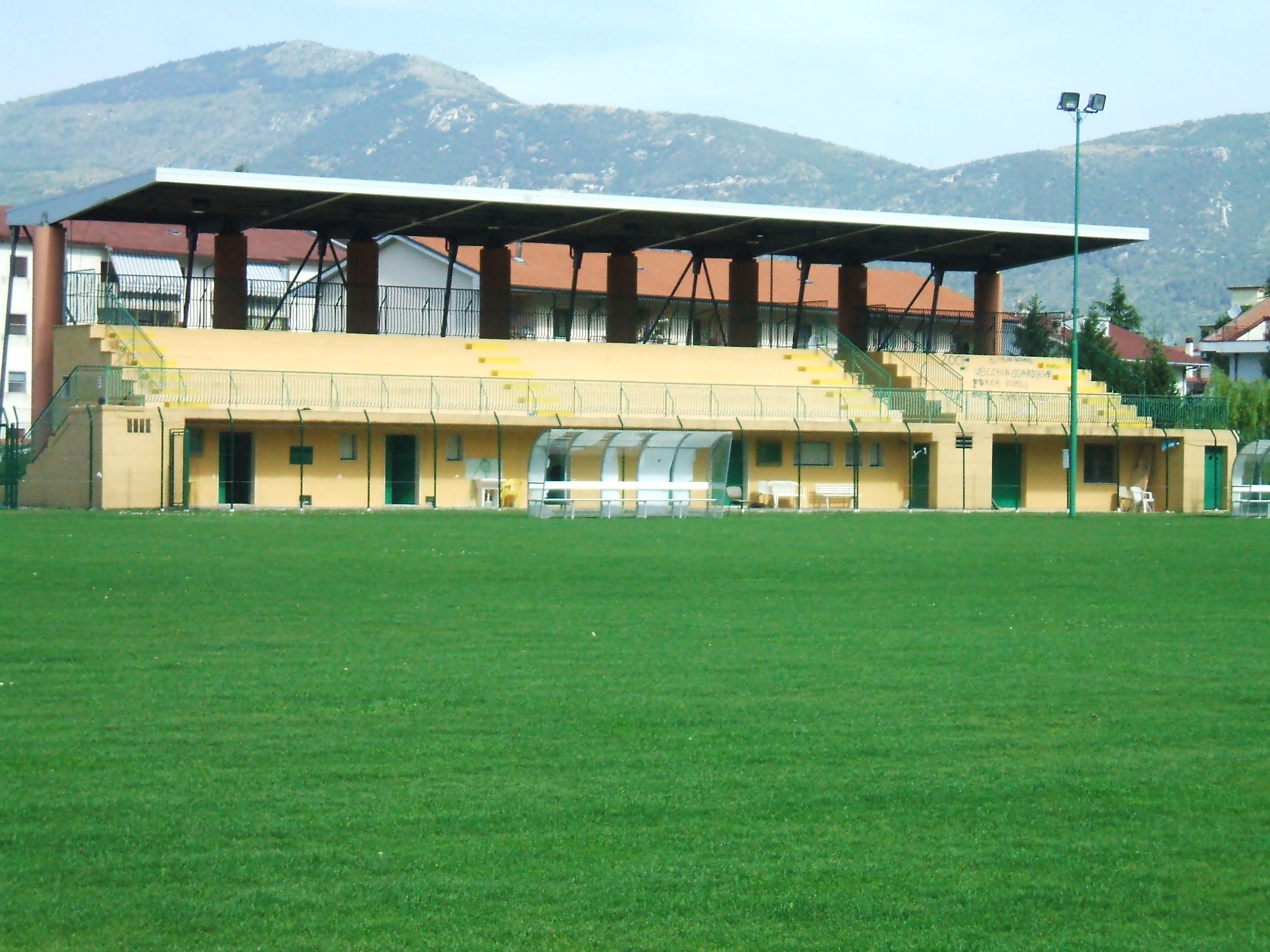
Campo sportivo comunale di Popoli

Hanno sede nel comune la società di calcio A.S.D. Popoli Calcio 1912 e la società di basket GS Pallacanestro Popoli, nata nel 1968.
Si svolge nel comune la cronoscalata Svolte di Popoli, corsa automobilistica in salita.